# Туризм в Нагорно-Карабахской Республике

Стенд при въезде в НКР с надписью «Добро пожаловать в Свободный Арцах» на армянском и русском языках

Туризм в Нагорно-Карабахской Республике — одна из отраслей экономики бывшей непризнанной Нагорно-Карабахской Республики.
В межвоенный период являлась одним из приоритетных направлений в хозяйстве республики. Развитию сферы препятствовала нерешённость карабахского конфликта, полностью не восстановленная инфраструктура и связанные с этим экономические проблемы. Однако география НКР, тысячи исторических, культурных и природных достопримечательностей, а также восстановительные работы, привлечение инвестиций, участие в экономических и туристических выставках и форумах способствовали развитию отрасли.
После Второй карабахской войны сфера туризма сильно пострадала. Так, по словам министра экономики и сельского хозяйства НКР Армена Товмасяна за 2021 год НКР посетило 2,4 тыс. человек — в десятки раз меньше, чем было до войны. Почти все из них — армяне. То, что туристов почти не стало, подтвердил и бывший министр культуры, молодежи и туризма НКР Сергей Шахвердян

## История

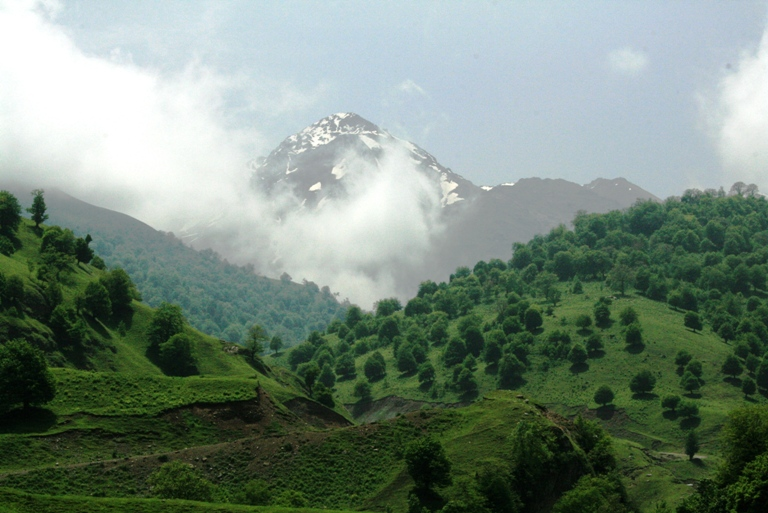
Мравский хребет (Муровдаг)

Самопровозглашённая в сентябре 1991 года Нагорно-Карабахская республика сильно пострадала во время Первой карабахской войны, азербайджанскими формированиями было повреждено множество памятников армянской культуры, среди которых полностью уничтоженные Егезарский монастырь и 21 церковь.
С прекращением активной фазы военных действий в республике, насчитывавшей более трёх тысяч памятников архитектуры, начался постепенный процесс восстановления. Пытаясь привлечь туристов, правительство НКР разработало и приняло ряд программ. В 2007 году правительством НКР была утверждена государственная программа развития туризма, согласно который туризм стал являться перспективной сферой развития экономики НКР. Сфера туризма регулировалась законом НКР «О туризме и туристической деятельности», а также другими нормативными актами и ежегодными программами по развитию туризма, утверждёнными Правительством НКР.
С целью формирования и распространения благоприятного имиджа республики Арцах как туристической страны, правительством постоянно проводились презентации туристического потенциала региона на многочисленных международных выставках. Кроме того, для ознакомления с туристическими возможностями в НКР постоянно приглашались иностранные журналисты и туроператоры. Индустрия туризма составляла 3 % ВВП НКР.
В 2015 году Нагорный Карабах вошёл в список лучших регионов для летнего приключенческого отдыха по версии британской «The Guardian», которая отмечала, что в плане преимуществ мало что может сравниться с Нагорным Карабахом, и несмотря на нерешённость конфликта, в регионе очень много интересного для туристов: горные монастыри, археологические памятники, древние пещерные поселения и районы исключительной природной красоты. "The New York Times" отмечал, что Нагорный Карабах своей бурной историей не оставит равнодушным любого путешественника, кроме того Нагорный Карабах несмотря на все трудности в целом считается безопасным для туристов местом, и главное — это отличное место для туристов с ограниченным бюджетом.
Корреспондент Politrus говоря о Нагорном Карабахе отмечала
Нагорный Карабах по праву называют Кавказской Швейцарией. Сильно изрезанный горный рельеф предопределяет неповторимую и удивительную природу: отвесные лесистые горные хребты, перемежающиеся глубокими каньонами и ущельями с бушующими горными потоками, альпийские луга, таинственные гроты и пещеры, живописные озера. И горы — неповторимые, фантастические, завораживающие, пленяющие бесконечным разнообразием и многогранностью......
Кроме того, в Нагорном Карабахе прекрасные возможности для экскурсионных маршрутов — это древний регион с богатым культурным наследием, где сосредоточено огромное количество достопримечательностей — архитектурных, археологических, исторических. Не случайно все больше туристов из России приезжают в Нагорный Карабах за великолепным отдыхом, не требующим больших финансовых затрат и получения визы
На страницах «The Huffington Post» отмечалось, что Нагорный Карабах, находящийся между Арменией и Азербайджаном, является идеальным местом для людей, ищущих приключения на неизведанных территориях. Заведующий отделом Кавказа Института стран СНГ Владимир Евсеев, говоря о туристическом потенциале республики, отмечал, что в советские времена Армения занимала первое место в СССР по количеству туристов на тысячу населения. По его словам, в Нагорном Карабахе пошли по тому же пути, так как природа данного региона, его достопримечательности, церкви и экология способствуют развитию туристического бизнеса. В  НКР туризм постепенно пускал корни, со всего мира в маленькую НКР с населением порядка 141 тыс. человек приезжают туристы. В декабре 2019 года журнал «Travel + Leisure» включил НКР в число «стран-призраков», которых нет на карте, но путешественники могут там побывать.

## Поездка в НКР
Попасть в НКР можно было только из Армении через Лачинский коридор, контролировавшийся российскими миротворцами, по автомагистрали Горис — Степанакерт (Ханкенди), перестроенный по европейским меркам после Первой карабахской войны. С 2018 года вступила в силу программа «Tourist Friends», благодаря чему туристы могли получать круглосуточную информацию о любом интересующем их месте в НКР.
Для поездки в НКР можно было воспользоваться общественным транспортом или такси. Каждый день, с утра, с интервалом в 1 час, с Центрального автовокзала Еревана в Степанакерт (Ханкенди) выезжали автобусы и микроавтобусы. Кроме этого, там же можно было воспользоваться услугами такси, которое отправлялось по мере набора требуемого количества пассажиров. Такси также можно было нанять индивидуально. Поездку в НКР также могли организовать действующие в Ереване туристические агентства, имевшие лицензию на осуществление деятельности в НКР. Такие туристические фирмы занимались не только транспортировкой, также предоставляли и профессионального гида для ознакомления с достопримечательностями, расположенными вдоль дороги, и имели возможность забронировать гостиницу.

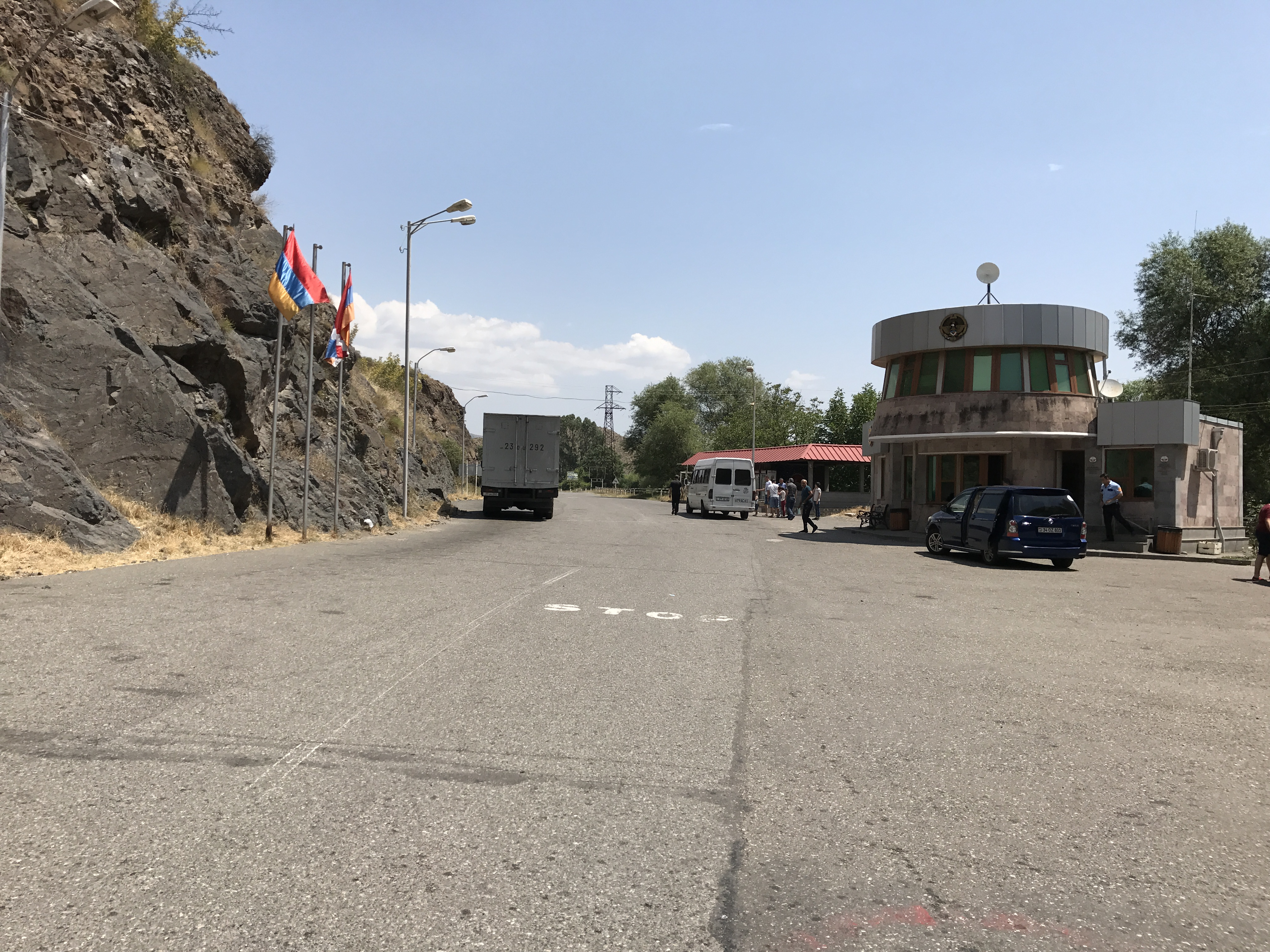
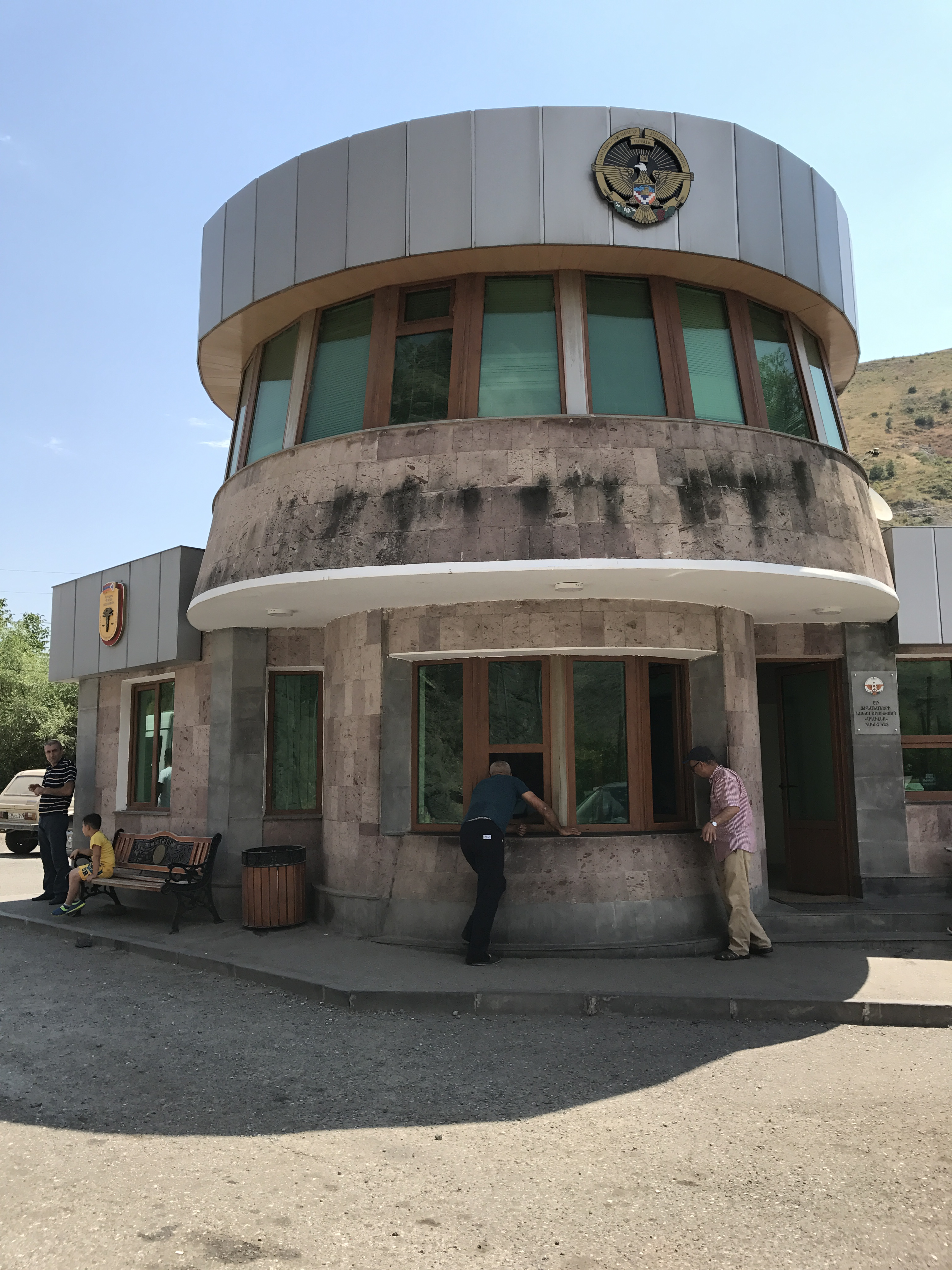
Контрольно пропускной пункт на границе Армении и НКР

## Число туристов

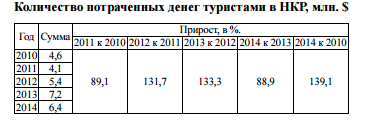
траты туристов в НКР в период до 2014 г.

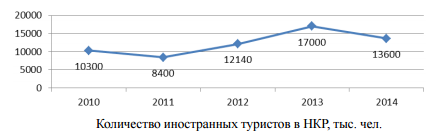
динамика числа туристов посетивших НКР в период до 2014 года

По данным МИД Нагорно-Карабахской республики, число приезжавших в республику туристов ежегодно увеличивалось. Так, в 2005 году НКР посетили около 5 тысяч туристов из 60 стран. Согласно статистике Управления по туризму НКР, в 2007—2013 годах число иностранцев, посетивших республику, ежегодно увеличивалось на 40 % (граждане Армении в этой статистике не учитываются). В 2013 году число иностранных туристов достигло 17 тысяч человек. В 2014 году число туристов сократилось на 12 % и составило 14960 человек, которые в общей сложности потратили в республике $6,4 миллиона. В 2015 году, без учёта граждан Армении и армян из диаспоры, обладающих армянскими паспортами, количество международных туристов вновь увеличивается и достигает отметки в 16,5 тыс. человек. За последние[какие?] годы туристы из более 90 стран мира посетили НКР. Наибольший поток туристов приезжал из США, он составляет от 35 до 40 % от всего количества приезжающих в республику
Корреспондент немецкой «Die Welt» отмечает:
Хотя Нагорный Карабах мало известен миру, однако это не мешает тысячам туристов посещать это мифическое место, любоваться дикой природой, и не менее легендарным гостеприимством.
По итогам года, по сравнению с 2016 годом, число туристов посетивших НКР в 2017 году, увеличилось на 41%

## Инфраструктура
С целью улучшения инфраструктуры в разных районах НКР швейцарской компанией «Сиркап Армения» было выстроено несколько современных гостиниц. До провозглашения независимости, в начале 90-х годов, в НКР действовало всего 4 гостиницы. На 2003 год только в Степанакерте (Ханкенди) действовало до 10 современных гостиниц. На 2014 год на территории НКР действовало 45 объектов гостиничного хозяйства с 1187 койками-местами, а также 25 зон отдыха. К концу 2017 года в республике уже насчитывалось 50 гостиниц. Для удобства отдыхающих действовали информационные центры в городе Степанакерт (Ханкенди), а также в доме-музее Никола Думана (село Цахкашат (Гышлаг)), а также присутствовали лицензированные гиды и 8 туроператоров  (состоянию на 2017 год).
Среди различных видов туризма, развивавщихся в НКР, одним из популярнейших являлся пеший туризм. В Нагорном Карабахе испокон веков было огромное количество троп, по которым местные армянские жители передвигались между соседними поселениями. На основе этих троп в 2007 году была разработана тропа для пешего туризма, получившая название «Джанапар». Путешествующим по ней туристам предоставлялась возможность насладиться природной красотой региона и ознакомиться с архитектурными памятниками, встречающимися на их пути. Кроме того, маршрут «Джанапар» был построен от деревни к деревне, что позволяло туристам легко спланировать свой ночлег. Развивала этот вид туризма компания «Janapar trail», которая совместно с агентством развития и туризма НКР создала 13 пеших троп. Проложенные тропы охватывали почти весь Нагорный Карабах. В разработанных маршрутах заповедник Хунот (Hunot) стал одним из главных центров пешего туризма. В нём были созданы отдельные маршруты для туристов с разными предпочтениями:
1. к природным достопримечательностям.
2. к историко-культурным памятникам.
3. к пещерам.

В НКР также активно функционировала ассоциация «Step», которая занималась горным туризмом и открывала лагеря для любителей этого вида туризма.
В республике реализуровался проект по внедрению модели экодеревни. В октябре 2015 года был дан старт проекту «Эко-деревня Арцаха», общая стоимость которого составила $20 млн. Эко-деревня должна была быть создана у села Норагюх (Тазабина) Аскеранского района фондом IDeA, соучредителем которого являлся Рубен Варданян. На перекрестке дорог сёл Астхашен (Дашбулаг), Патара (Бадара) и Хндзристан (Алмалы), где берёт начало дорога к монастырю Гандзасар в Мартакертском районе, были открыты павильоны, где население близлежащих сёл имело возможность выставлять на продажу сельскохозяйственную продукцию, предоставляя туристам возможность приобретать экологически чистую сельскохозяйственную продукцию. При этом каждый производитель имел оригинальный ярлык для собственной продукции, тем самым рекламируя местность, где она была произведена. Правительством НКР были осуществлены исследовательские работы, мероприятия по брендированию, продвижению и реализации сельскохозяйственной продукции, были созданы экологические лагеря. Благодаря тому что НКР была богата природными и историко-культурными памятниками и рекреационными ресурсами, происходило развитие экотуризма. Активно развивался также военно-исторический туризм, который предусматривал ознакомление с военным потенциалом, техникой страны, и местами военных действий. С мая 2017 года Аэропорт Степанакерта и проект «Yell Extreme Park» дали старт воздушному туризму, совместный проект предусматривал осуществление туристических перелётов на двухместных самолётах на территории республики. Туристов привлекали в Нагорном Карабахе старинные историко-архитектурные памятники и монастырские комплексы, в частности, монастырь Гандзасар (XIII век), Амарас (IV век), музей Никола Думана, а также множество старинных армянских крепостей, природа, здоровая экология, целебный воздух.

## Печатные издания
Информация о туристических возможностях НКР, а также всякого рода пособия для туриста публиковались в ряде профильных туристических изданиях и путеводителях, где приводилась информация об отелях, ресторанах, достопримечательностях, а также об истории и культуре НКР. Одним из них являлись издания «Гора» и  «Армения Туристическая», который был снабжён подробными картами Армении и НКР

## Типы туризма
- экотуризм
- военно-исторический туризм
- воздушный туризм
- этнический туризм
- детско-юношеский туризм
- пеший туризм (тропа Джанапар)
- горный туризм
- экстремальный туризм[26]

## Национальные фестивали и мероприятия

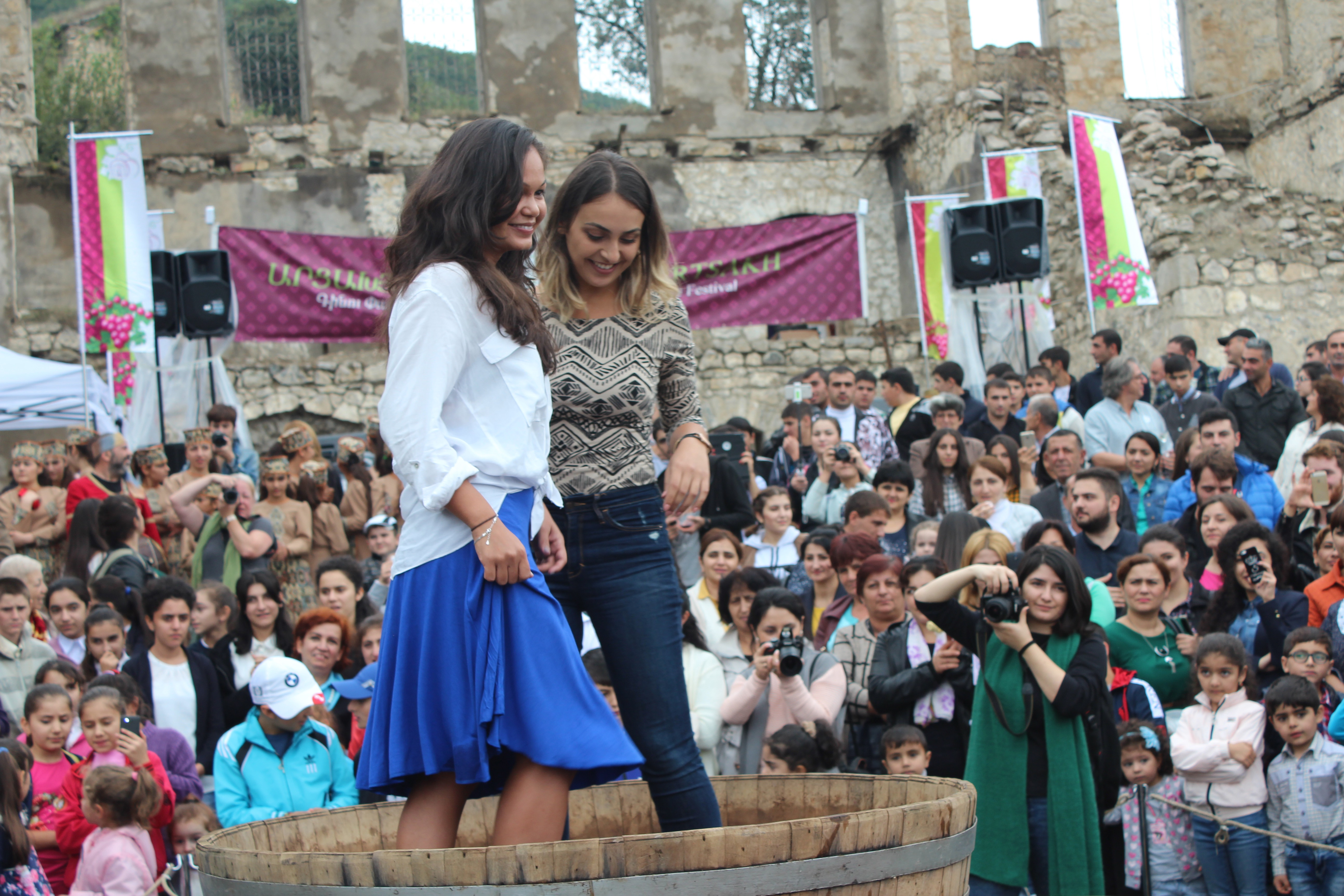
Чемпионка Филиппин и Австралии по шахматам Ариана Каоили (слева) на винном фестивале в селе Тог (Туг)

Одним из стимулов развития туризма в республике Арцах являлось распространение национальных традиций и народных обычаев. Ежегодно проводимые фестивали способствовали популяризации этнического туризма. Так, в рамках реализуемой программы по сохранению нематериального культурного наследия, в селе Хин Шен (Кичик Галадереси) Шушинского района состоялся фестиваль «Хноци» (взбивание коровьего масла). На фестивале был представлен весь процесс пахтанья. Фестиваль сопровождался национальными арцахскими играми и песнями и прошёл в атмосфере традиционного гостеприимства. На территории Дома-музея Никола Думана в селе Цахкашат Аскеранского района впервые был проведён фестиваль женгялов хац (лепёшки с зеленью), мастерицы из всех районов НКР соревновались в приготовлении самого популярного блюда карабахской кухни. Помимо этого в селе Ханцк (Ханъери) Аскеранского района проводился фестиваль национального хлеба, запечённого в тонире.
В стране при поддержке министерства экономики НКР для развития туризма, регулярно организовывали следующие общественные мероприятия и ежегодные фестивали:
- Международный день памятников и достопримечательностей — 18 апреля
- Ночь музеев — 18 мая
- Фестиваль шелкопряда — 4-я суббота июня, Мартунинский район, село Сос, окрестности монастыря Амарас
- Международный день туризма — 27 сентября
- Фестиваль арцахского вина — 3-я суббота октября
- Ослиные бега — проходят в с. Ванк в апреле

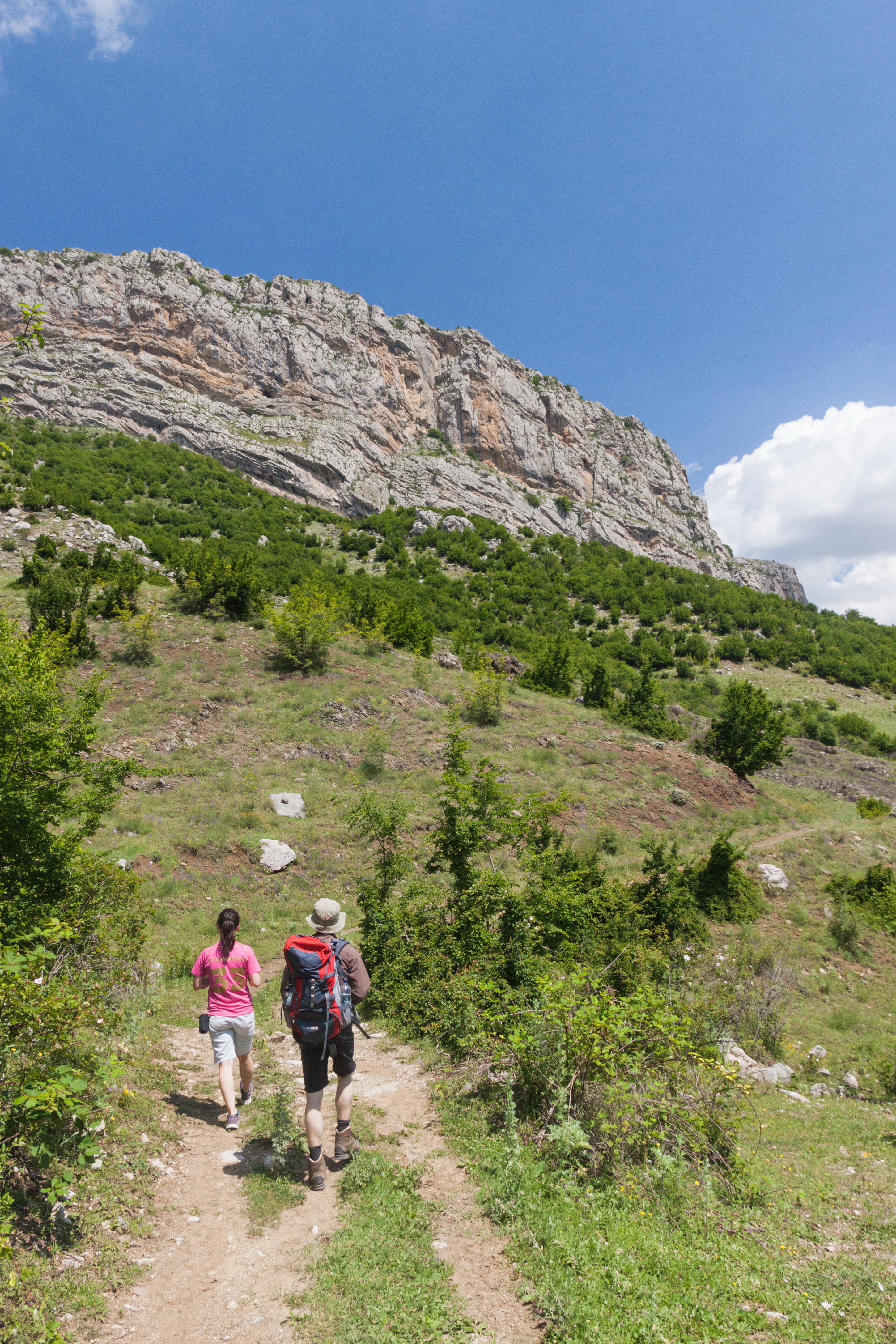
Туристы на тропе «Джанапар»

- праздник Вардавар[28]

## Летние лагеря отдыха для детей и молодежи

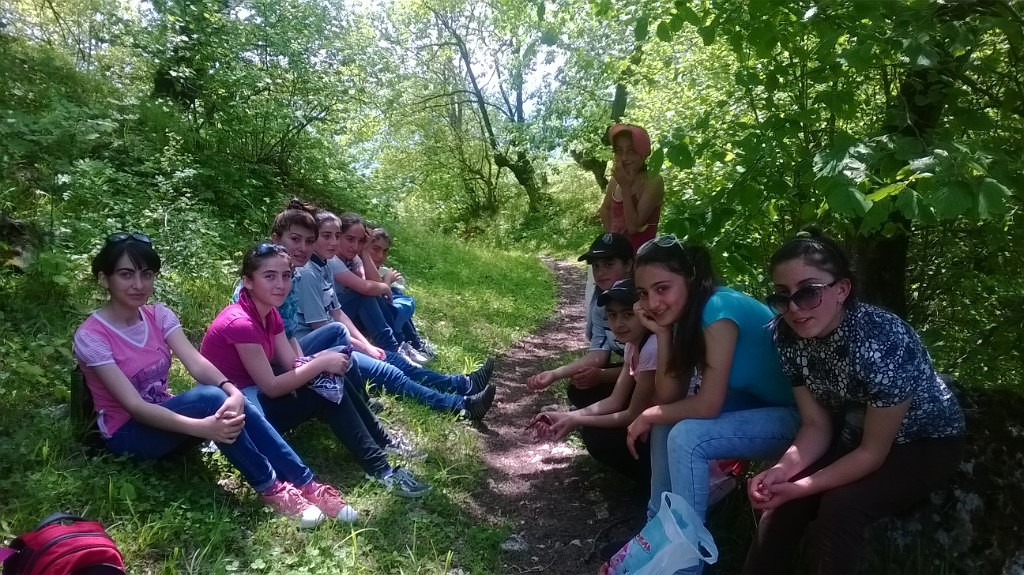
Пеший поход туристической группы по маршруту из Сейдишена в Улубаб

Ежегодно в НКР организовывались летние лагеря отдыха для детей и молодежи. Так, возле старинного армянского храма Гандзасар был расположен лагерь «Гандзасар», где за четыре смены отдыхали порядка 300 детей. Ежегодно, в период летних каникул, принимали юношей допризывного возраста из всех школ НКР военно-спортивный лагерь «Аспет» («Рыцарь»), который был организован министерством обороны. В НКР возрождался и детско-юношеский туризм. Благодаря Федерации спортивного туризма НКР и при содействии Министерства культуры в окрестностях села Колатаг Мартакертского района был разбит туристический палаточный лагерь для детей и подростков разных возрастов, которых обучали опытные туристы и координаторы лагеря. В лагере детей учились ориентированию на местности и сопутствующим умениям, совершались походы по интересным маршрутам, знакомились с историей и природой НКР. Усилиями молодёжного крыла партии «Дашнакцутюн» и студенческих союзов в городе (согласно административно-территориальному делению Азербайджана это посёлок) Аскеран был открыт 120-дневный летний лагерь. Отряды активно участвовали в спортивных соревнованиях, играх и музыкальных конкурсах. Вожатыми в этом лагере выступали молодые активисты из США, которые помимо всего прочего помогали своим подопечным улучшить знания английского языка.

## Туристические маршруты

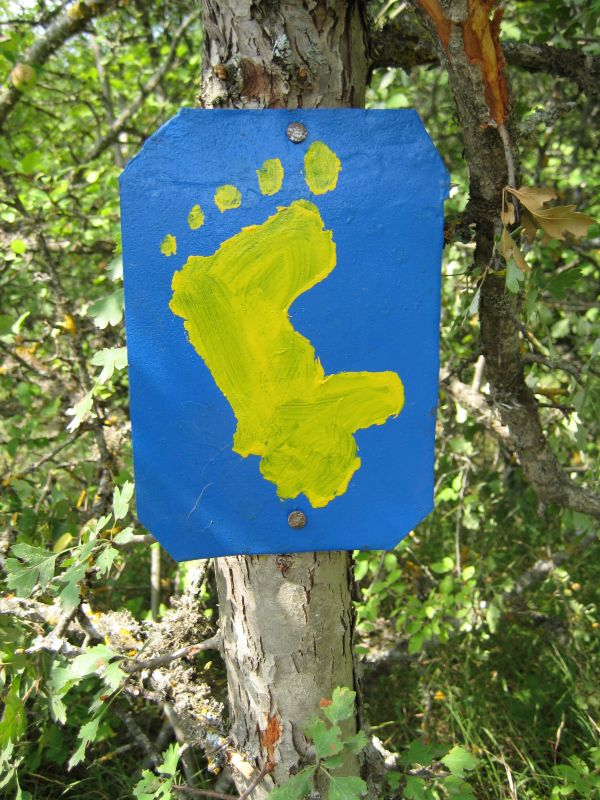
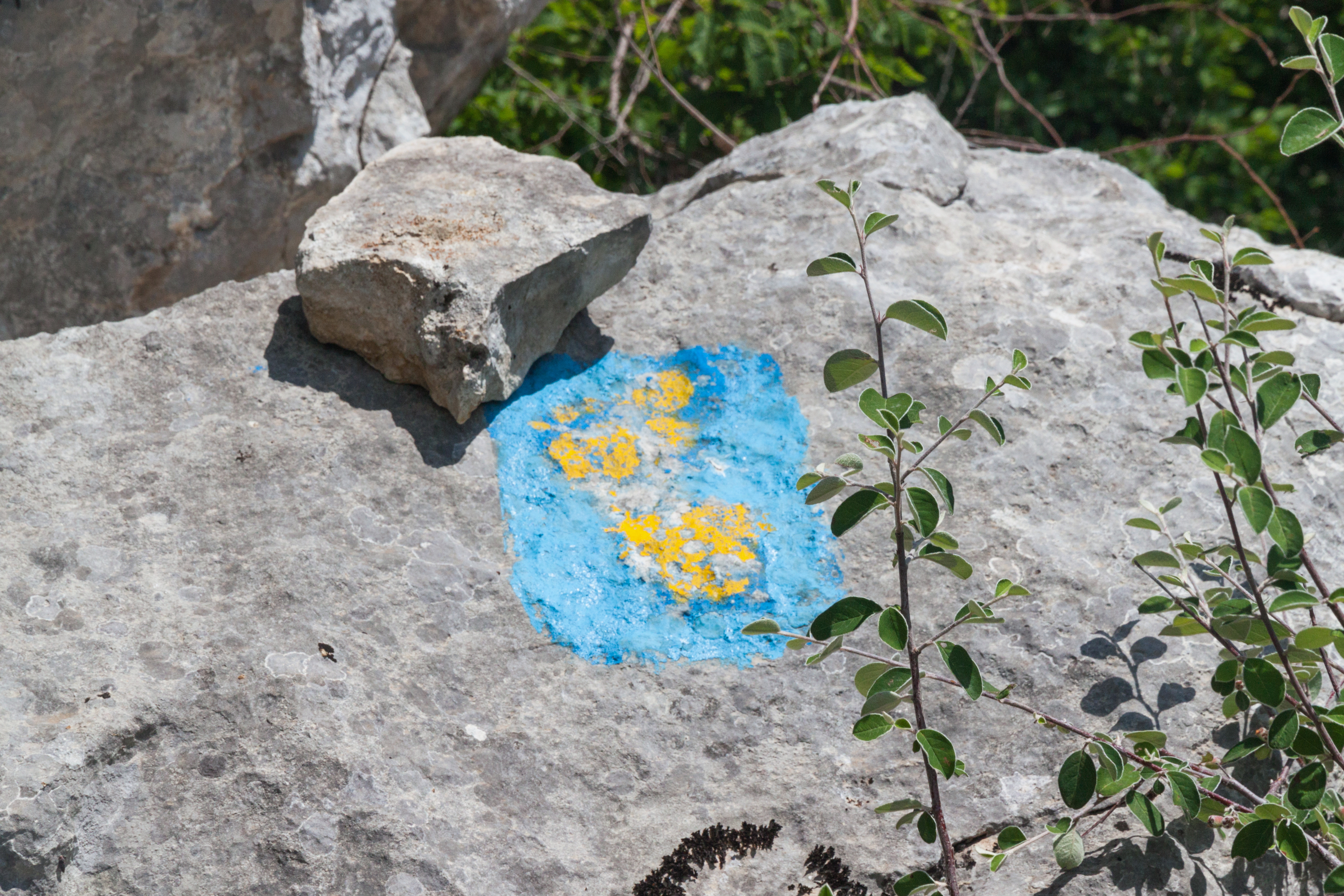
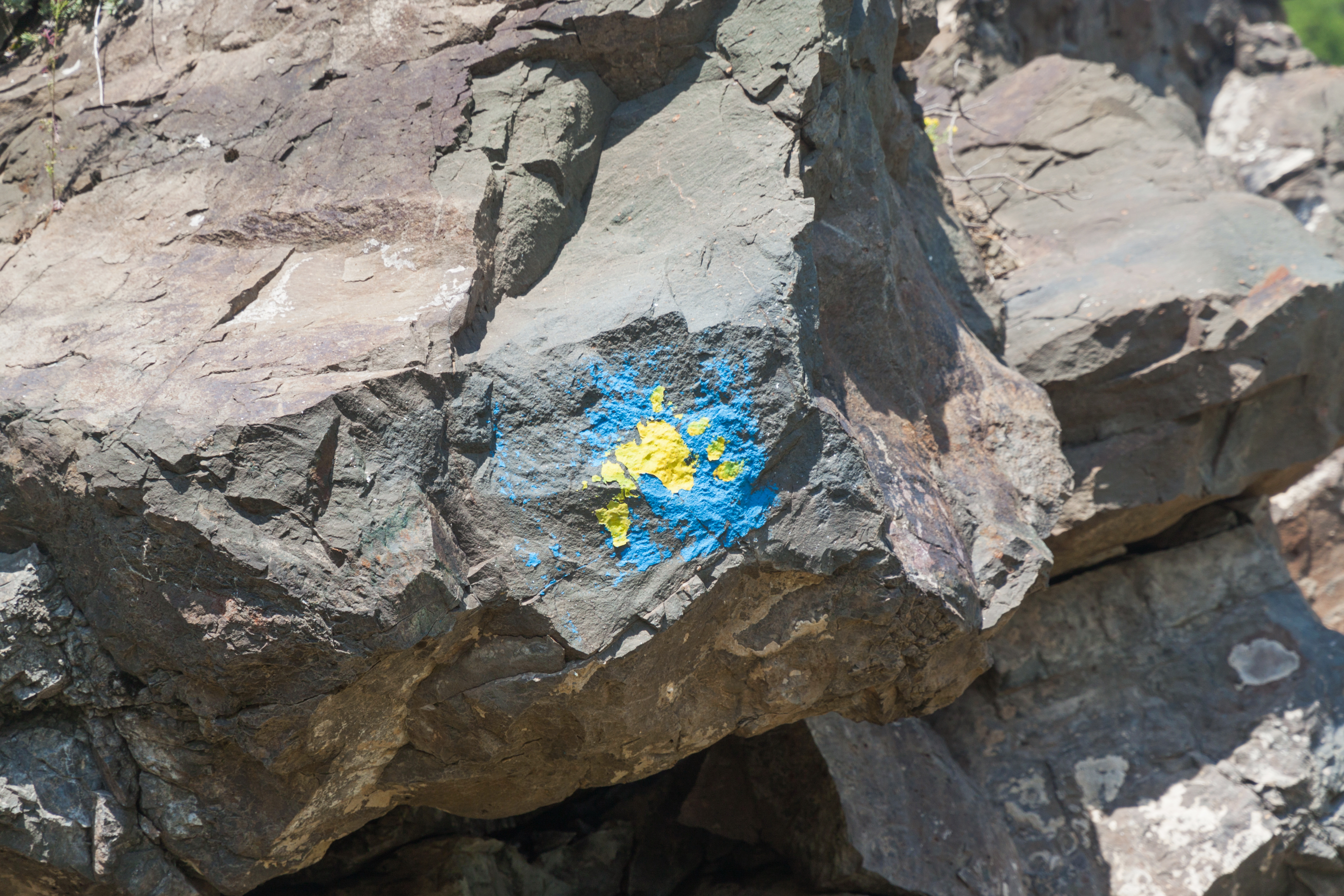
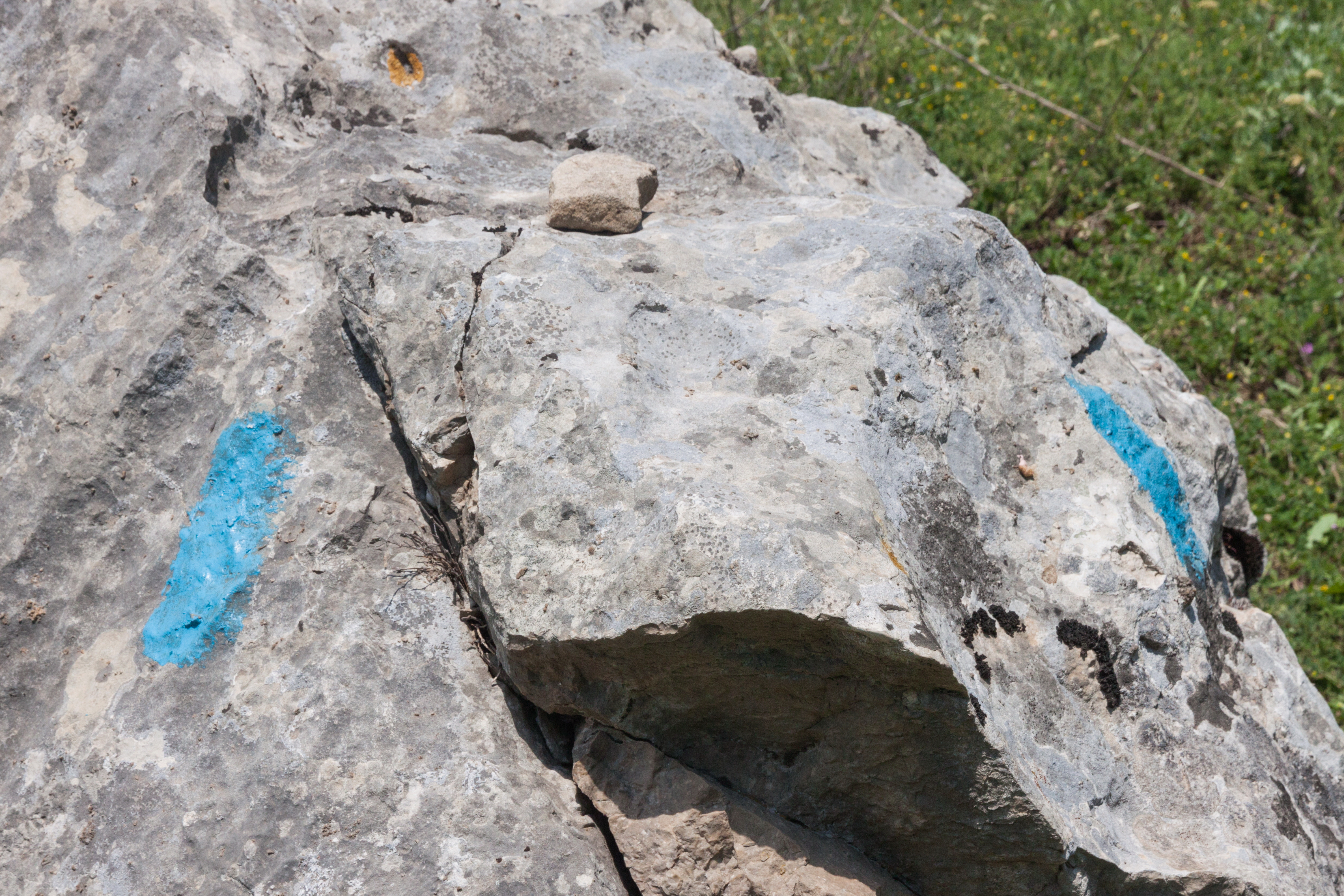

В сентябре 2015 году был презентован первый «Туристический путеводитель по Арцаху», в котором были указаны все исторические и культурные памятники и достопримечательности НКР по разработанным туристическим маршрутам: 
1. Ереван — Степанакерт (Хакенди)
2. Северная часть НКР
3. Степанакерт — Мартакерт[4] (Агдере)[5]
4. Степанакерт — Мартуни (Ходжавенд)

## Степанакерт (Ханкенди)
Столица Нагорно-Карабахской республики — Степанакерт (Ханкенди) — пример гармоничного единения европейского и азиатского начал и в архитектуре, и в самой жизни. Для удобства гостей города и туристов у въезда в Степанакерт было благоустроено культовое место карабахских армян, один из символов Нагорного Карабаха — памятник «Мы — наши горы». Скульптуру в виде двух огромных каменных бюстов пожилой пары в народе памятник именовали «папик-татик» (дед и баба). Главное место Степанакерта (Ханкенди) была площадь Возрождения, куда по вечерам на площадь стекалось большое число людей, чтобы полюбоваться световым лазерным шоу и уникальной подсветкой. Также в центральной части города были расположены драматический театр и историко-краеведческий музей, где были собраны экспонаты по истории региона с древнейших времен. Были отремонтированы основные парки и бульвары, местные жители гуляли рядом с заново построенным поющим фонтаном на центральной площади[значимость факта?], в каждом районе можно было встретить новую гостиницу, в городе были новые банки, магазины и правительственные учреждения. По наблюдениям «Die Welt» Степанакерт (Ханкенди) спокойнее и чище Еревана. На многолюдном рынке города можно было купить лаваш с начинкой из трав (жингяловхац), и там же, как сообщало немецкое издание, гостей могли угостить кофе и пахлавой. Британская «The Guardian» отмечала, что Степанакерт (Ханкенди) напоминает маленький армянский городок, находящийся на подъёме, улицы которого все больше и больше начинают привлекать туристов

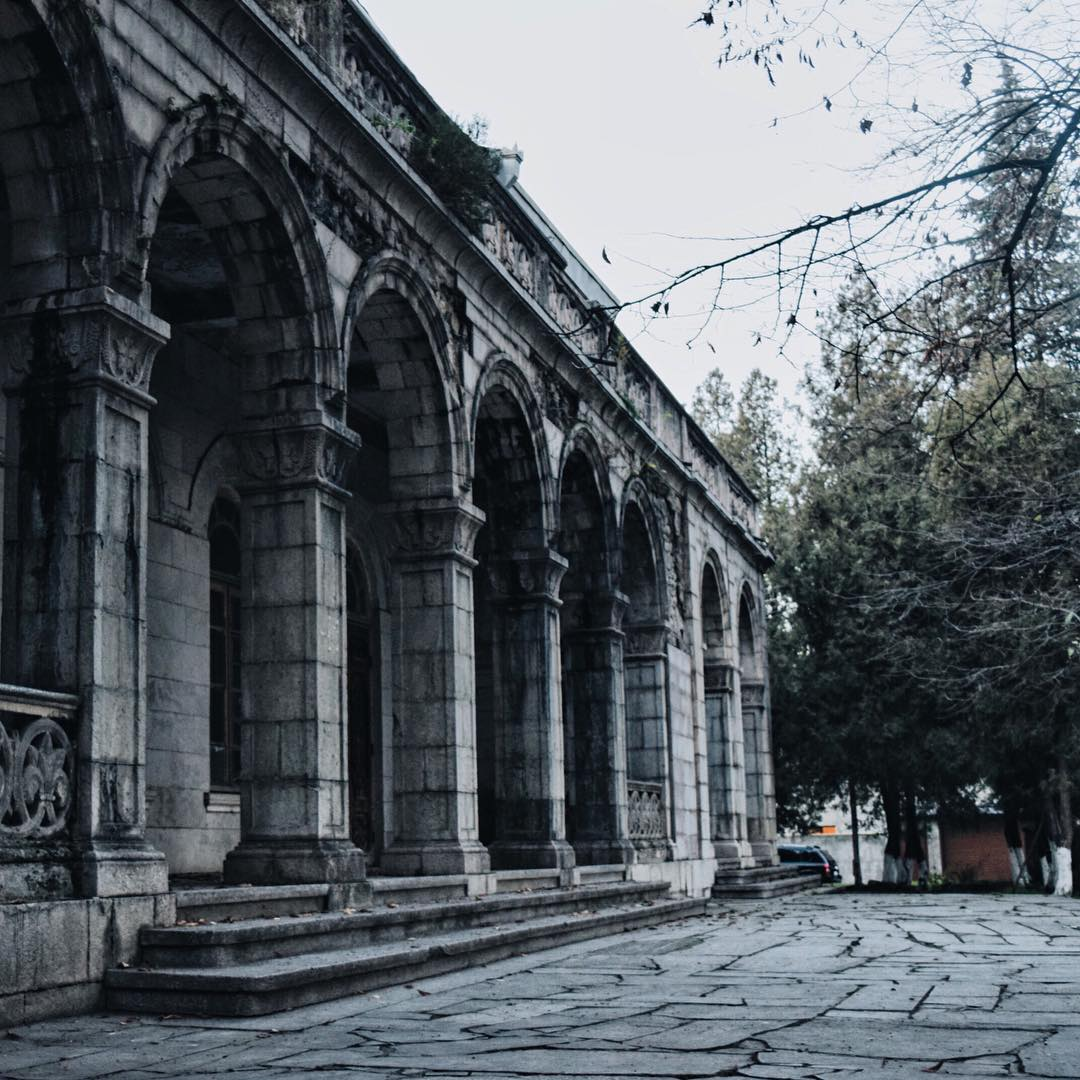
Степанакертский драматический театр им. Ваграма Папазяна
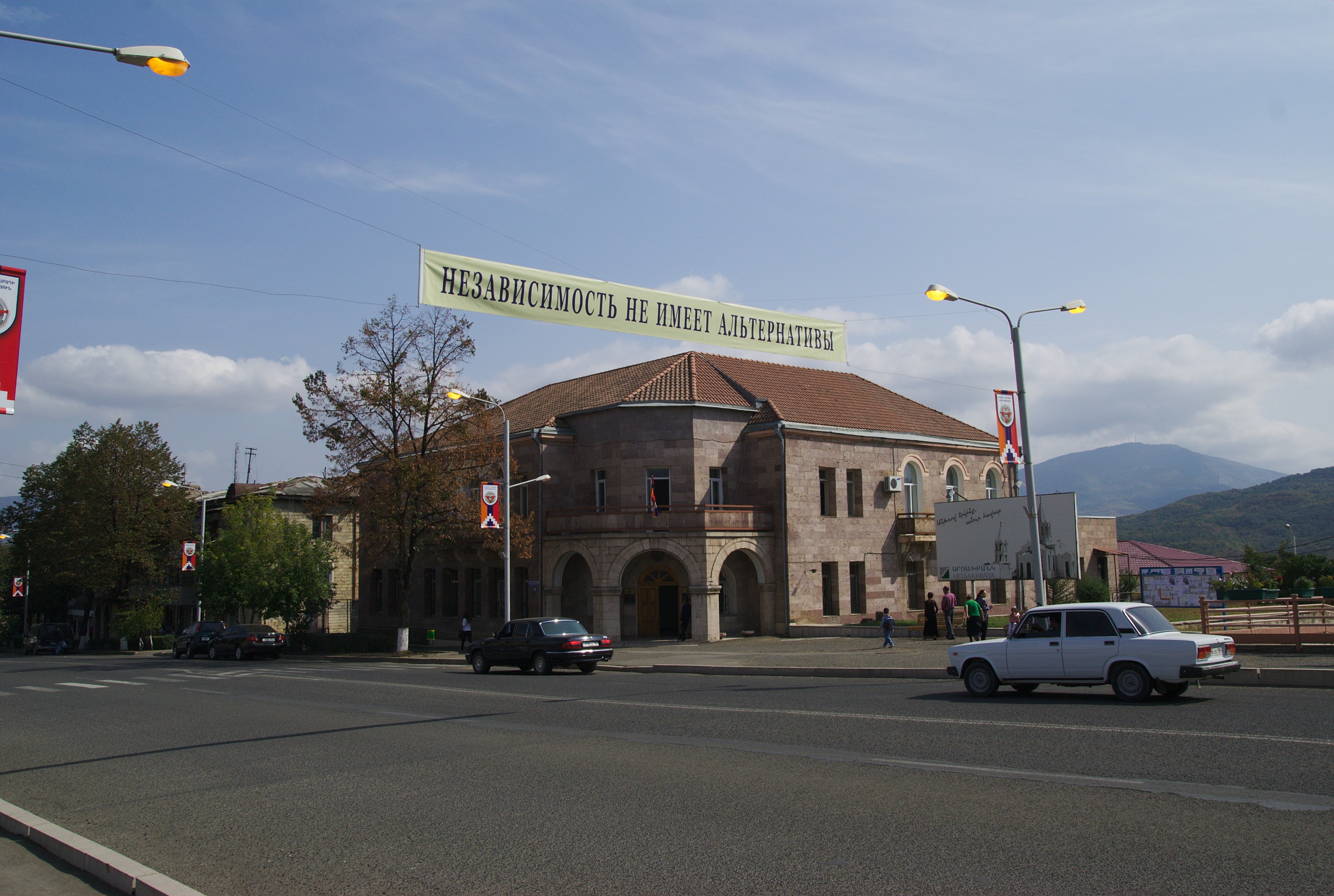
МИД НКР
Памятник С.Шаумяну
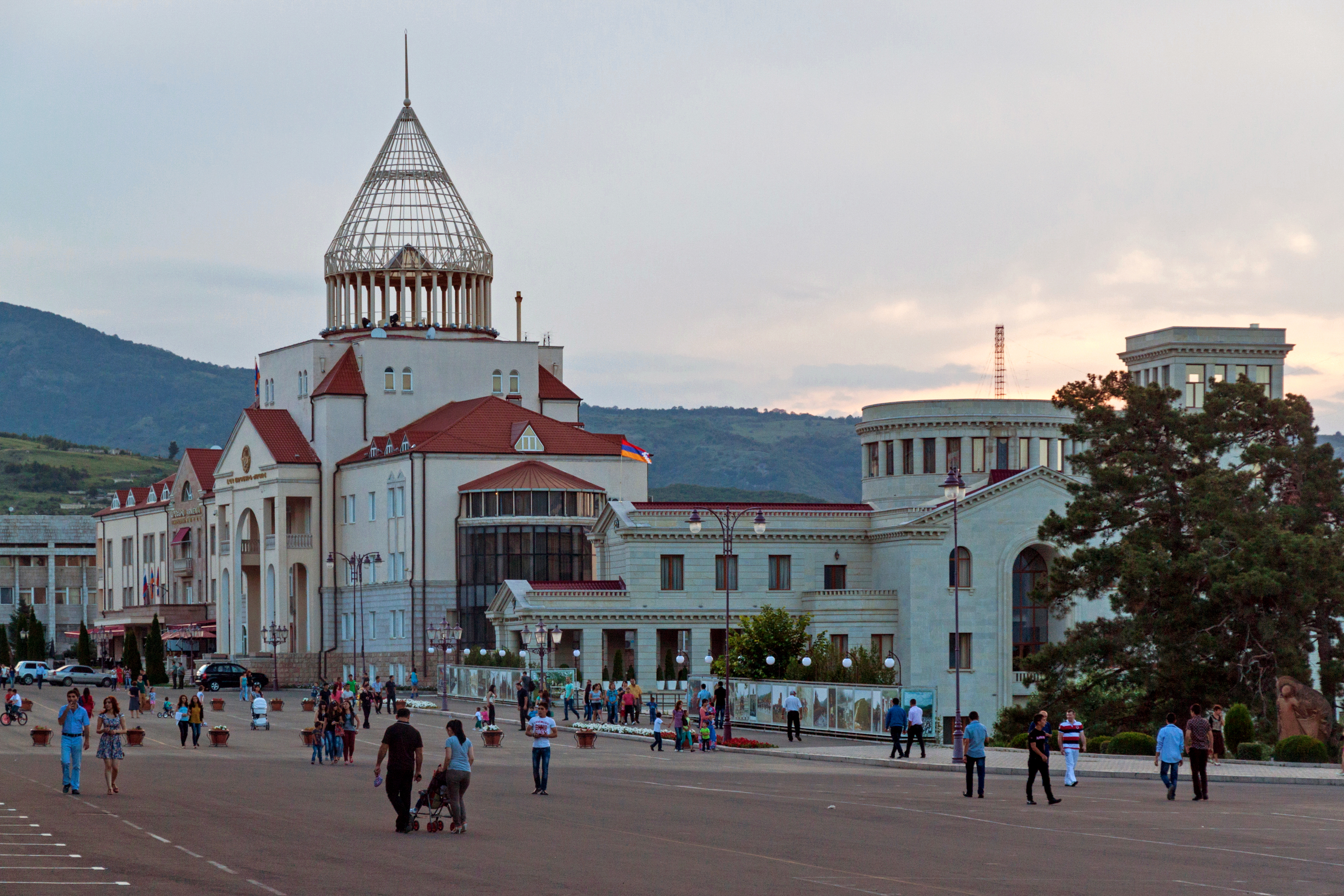
Площадь Возрождения
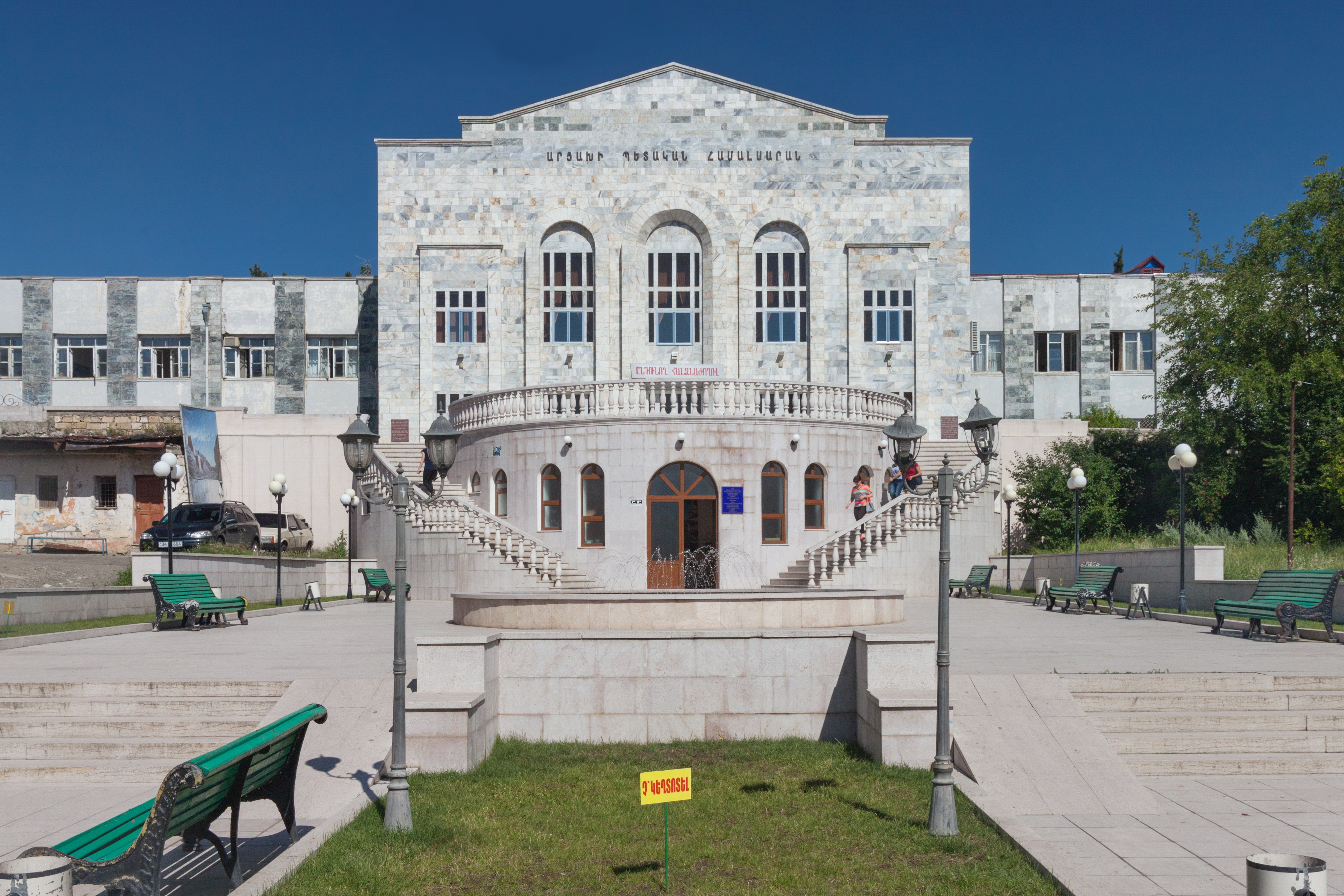
Арцахский государственный университет
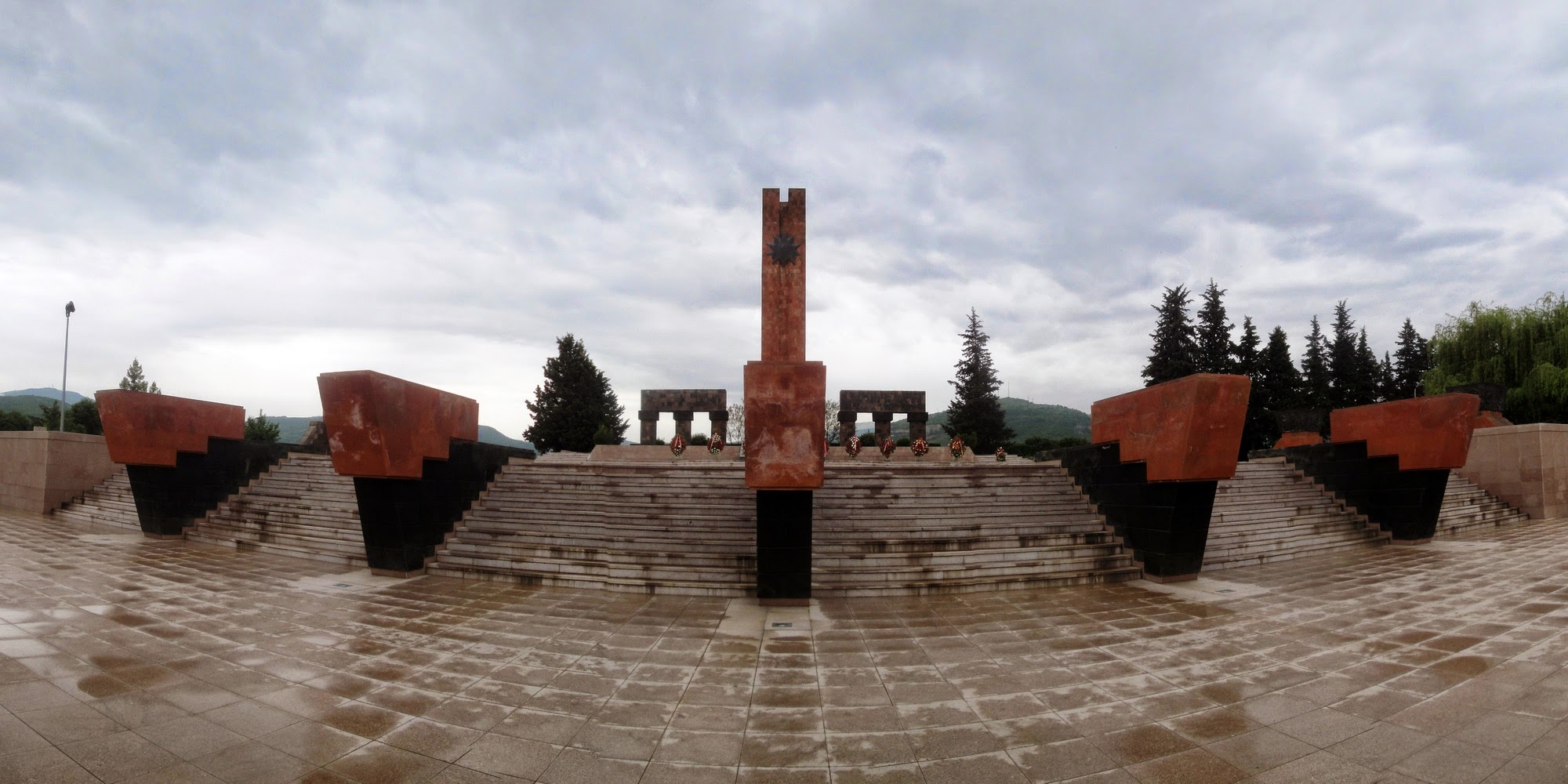
Монумент погибшим в Великой Отечественной войне
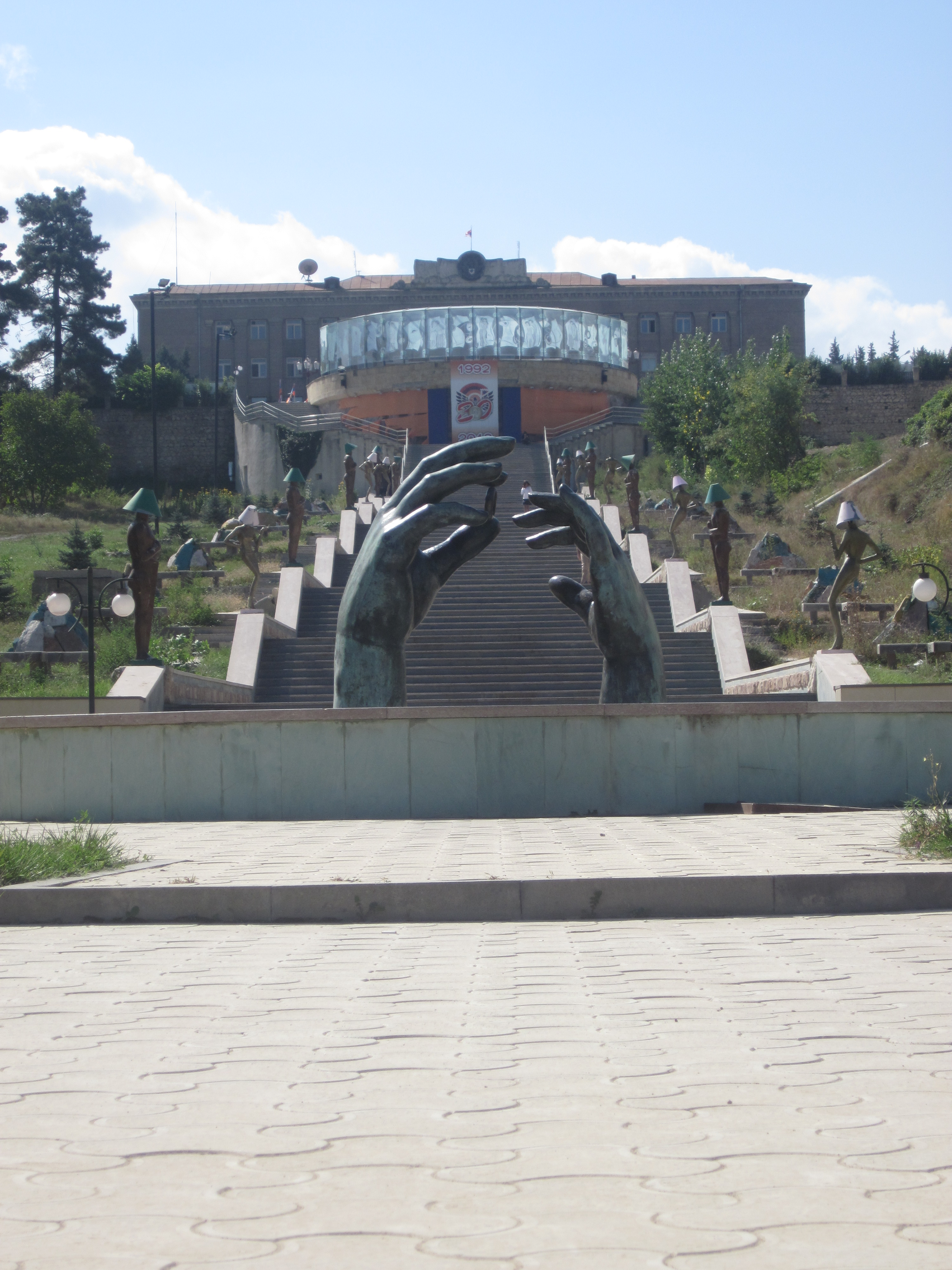
аллея влюблённых
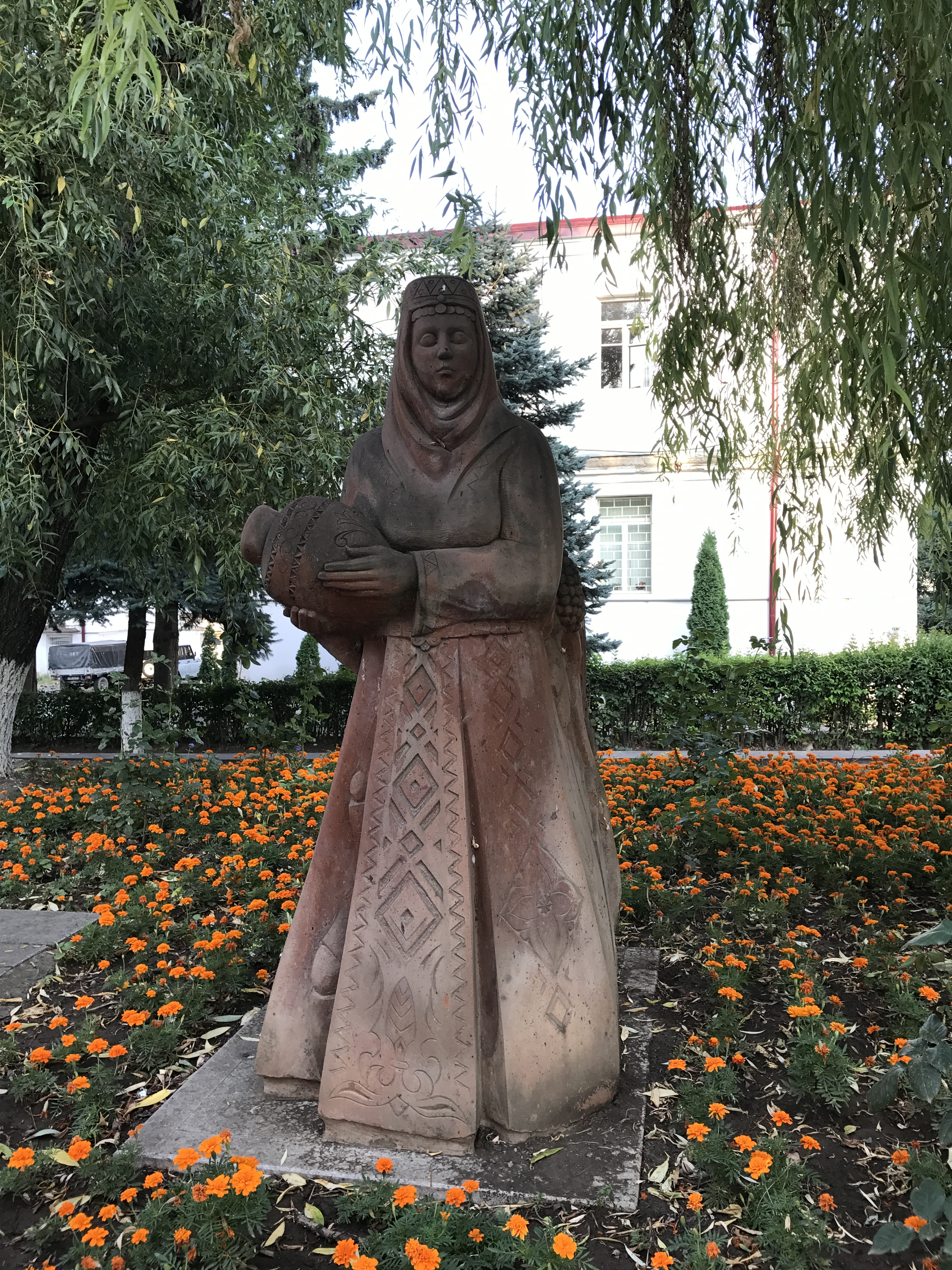
Памятник армянской женщине
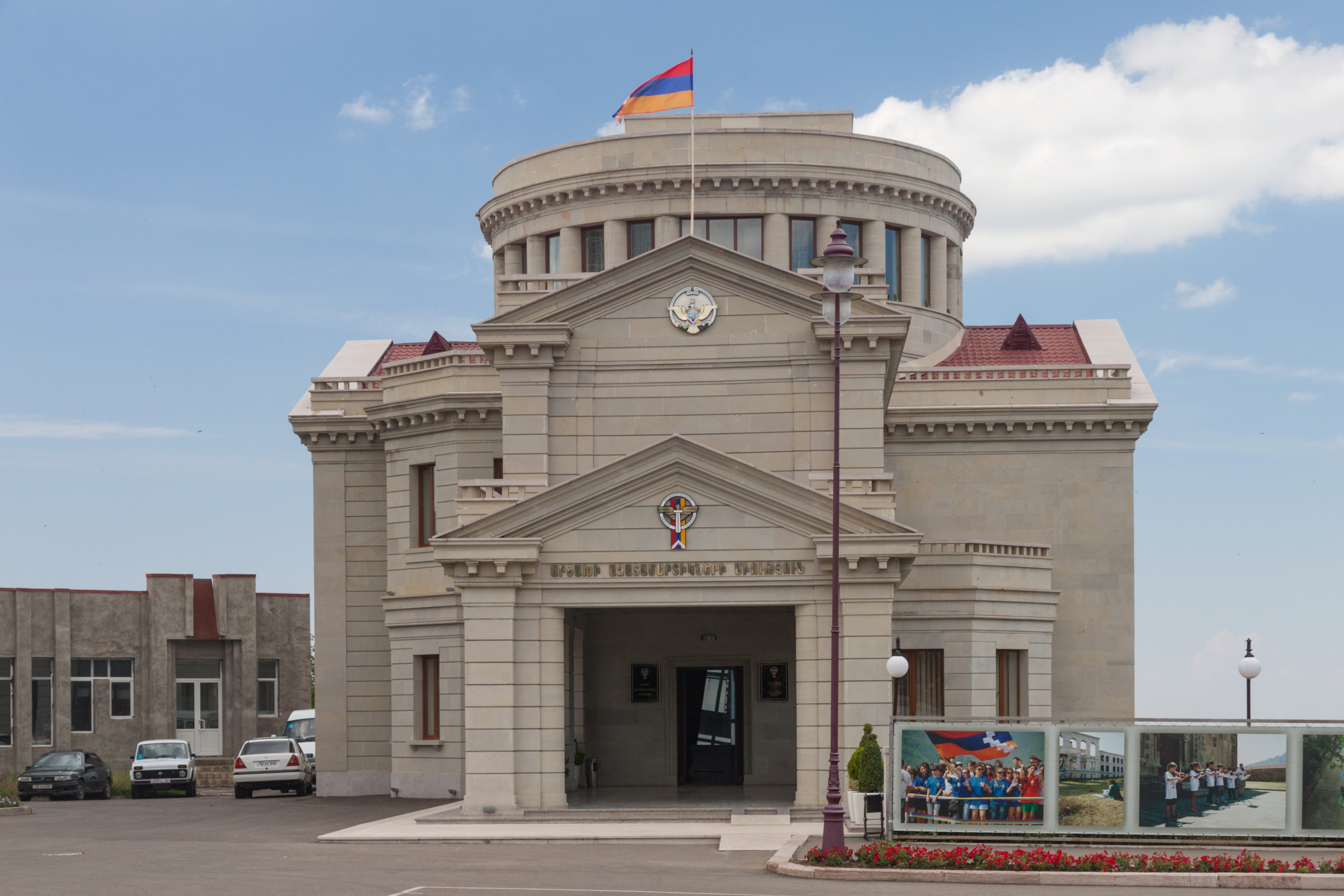
Здание союза борцов за свободу
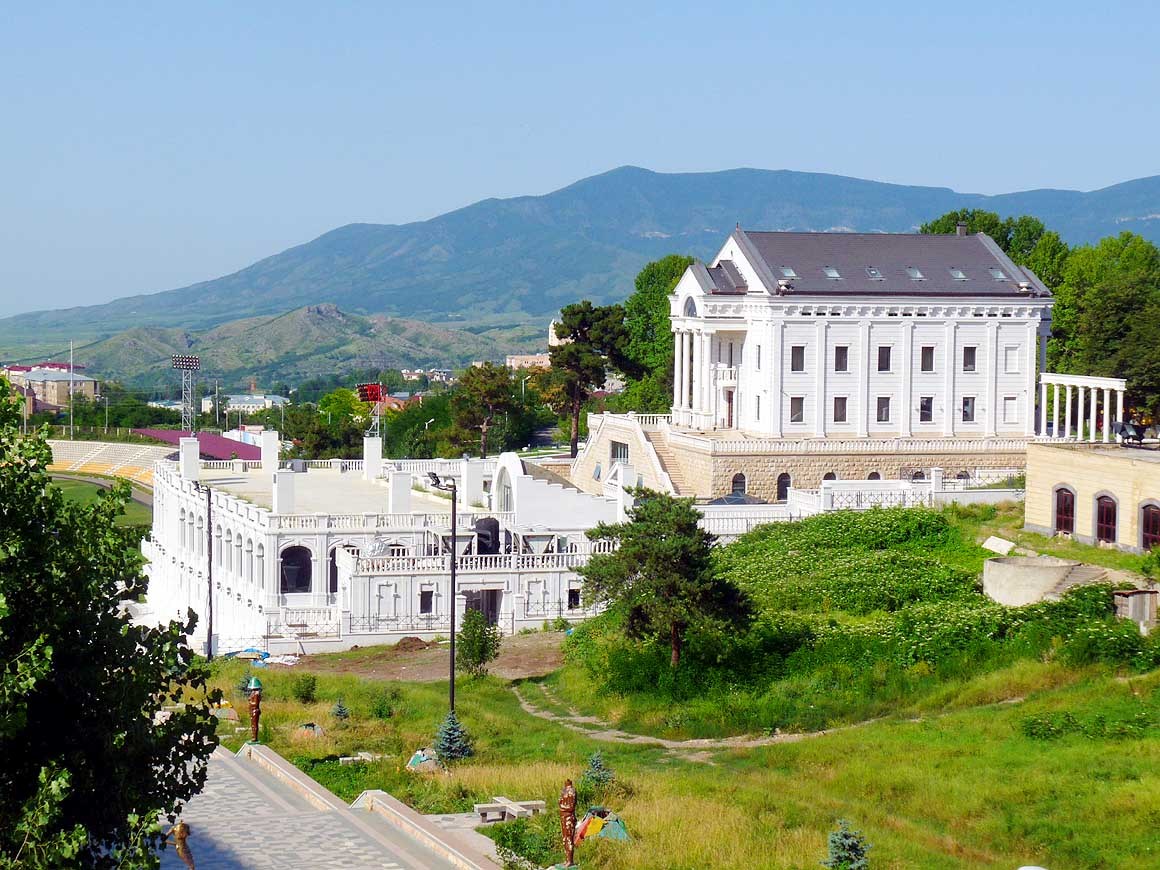
Вид с аллеи влюблённых
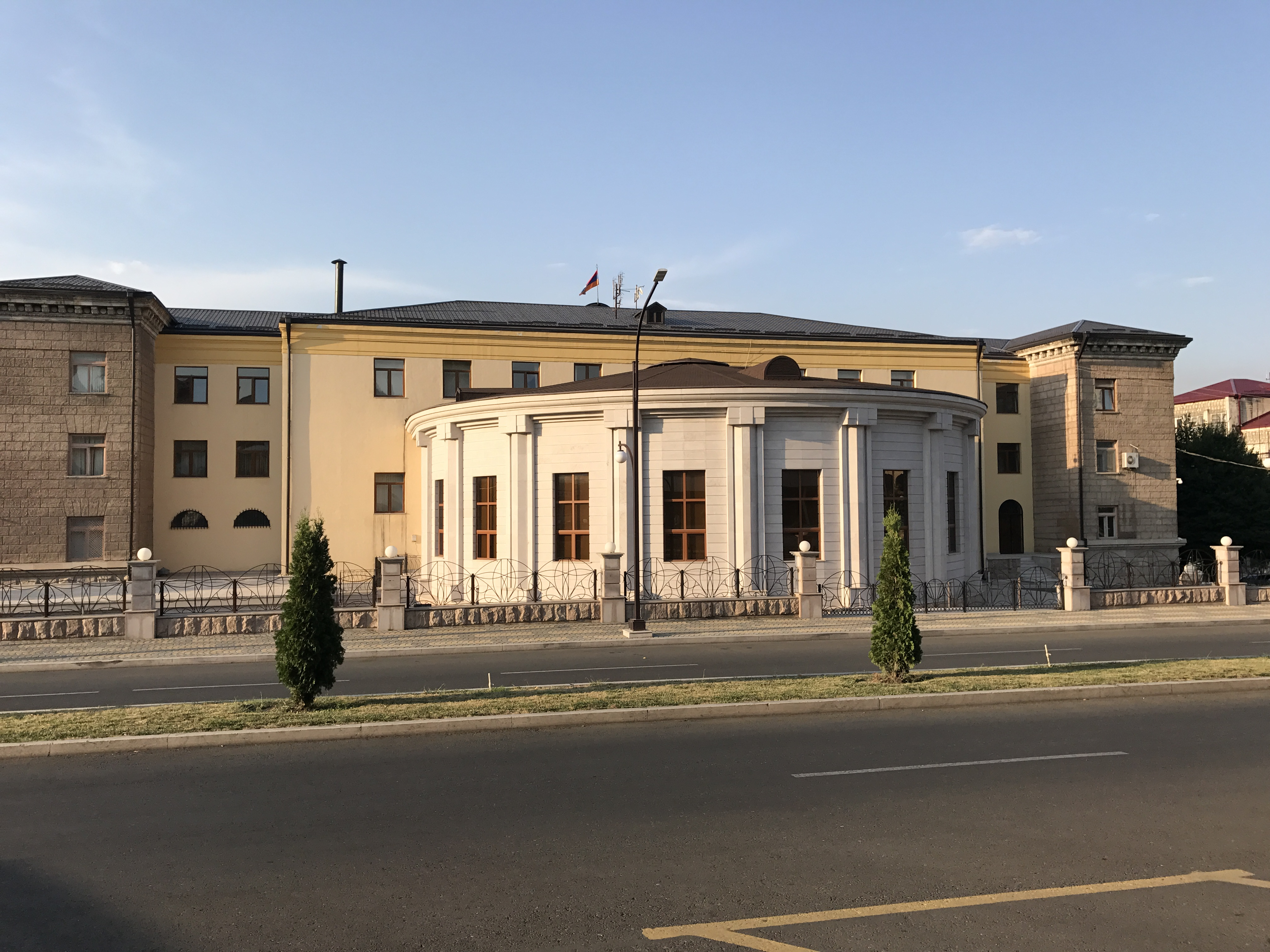
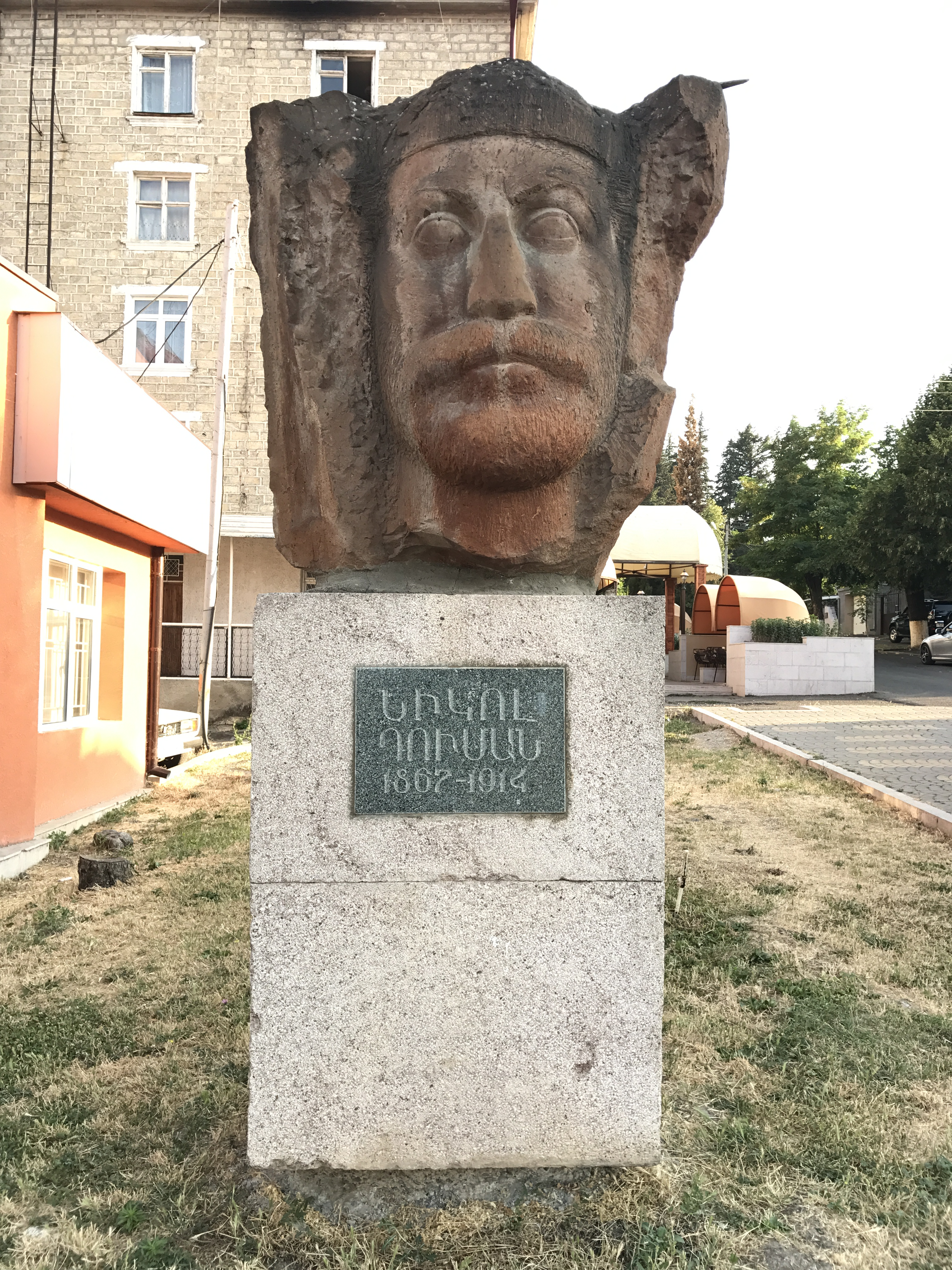
Памятник Никол Думану
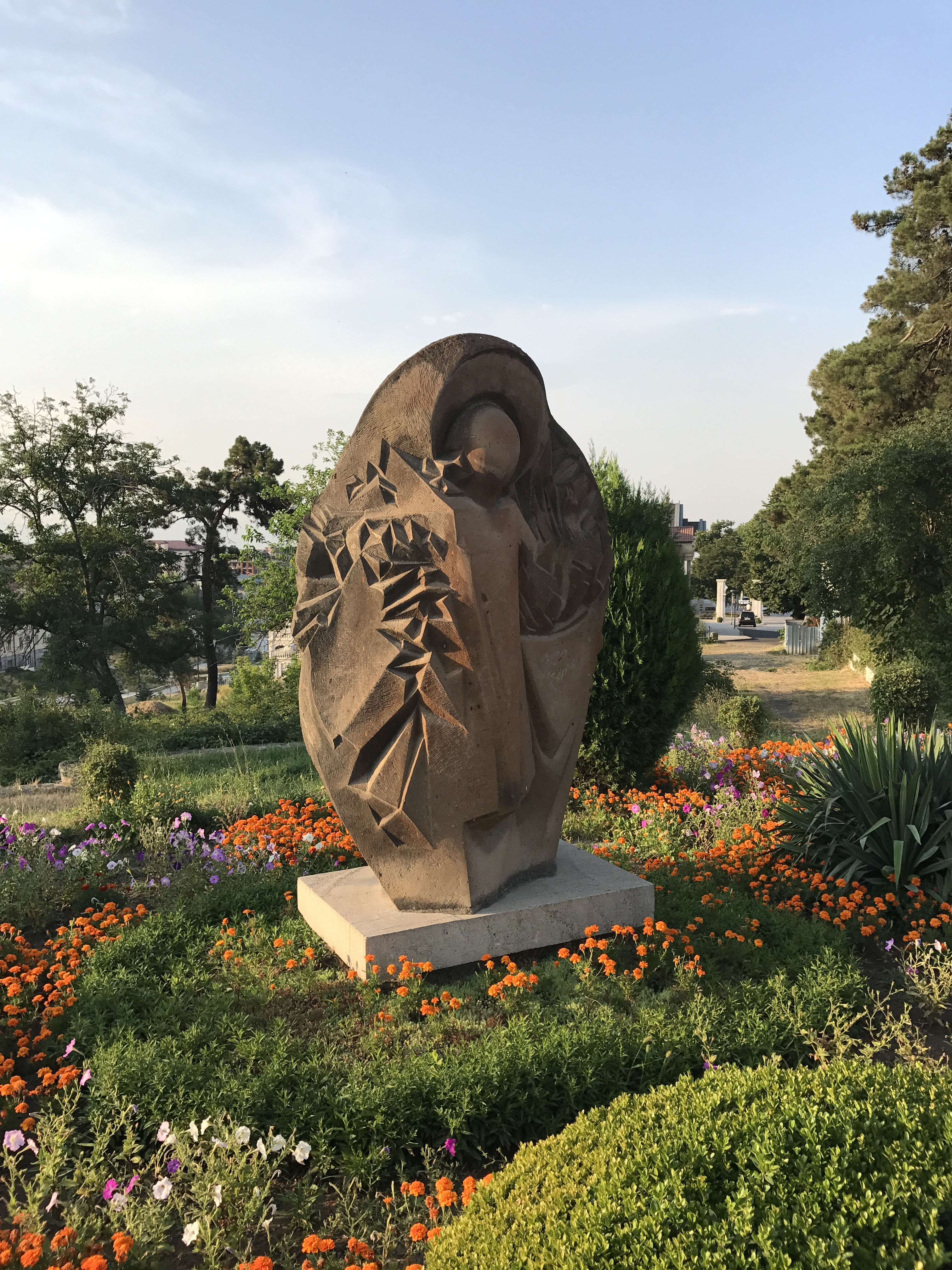
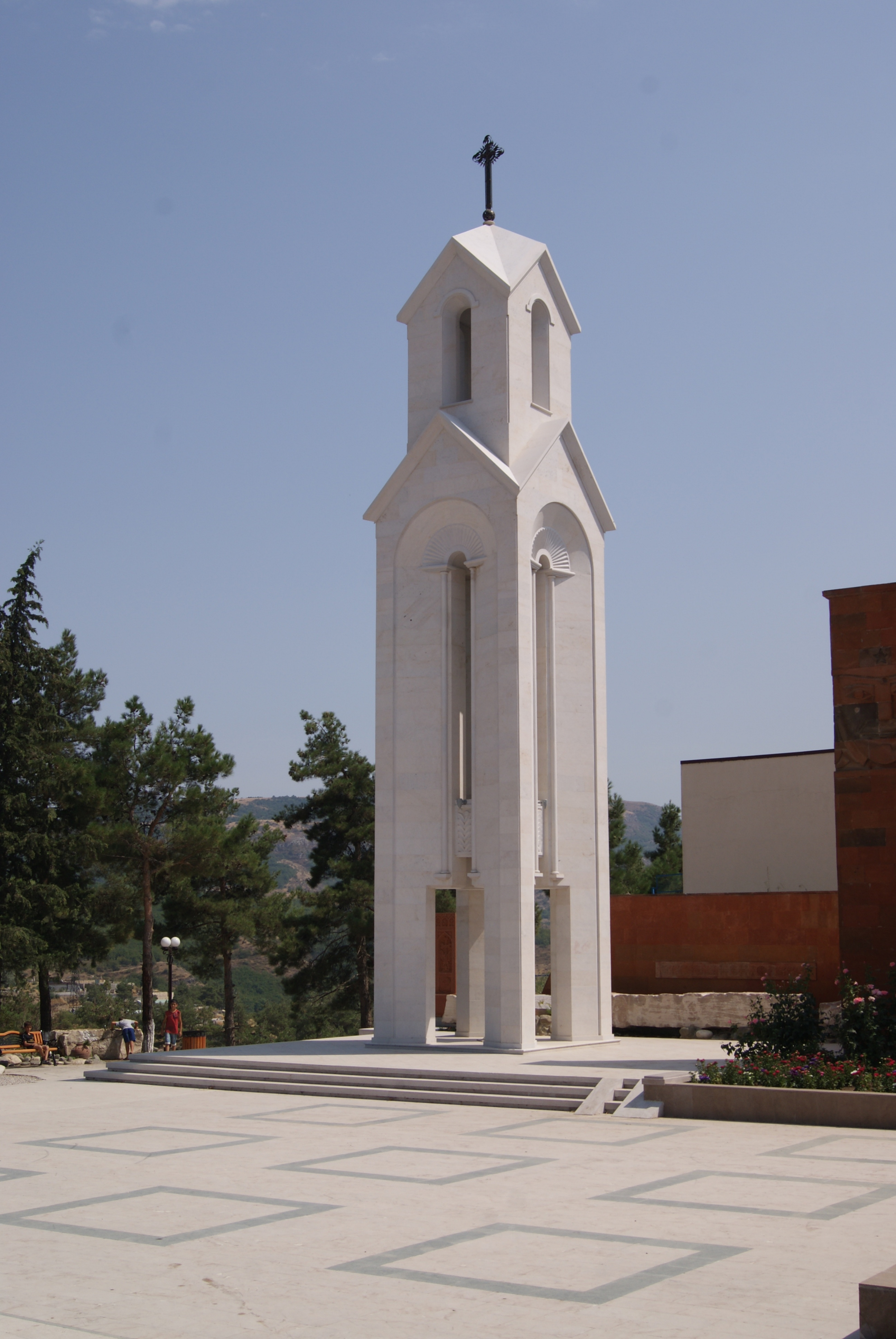
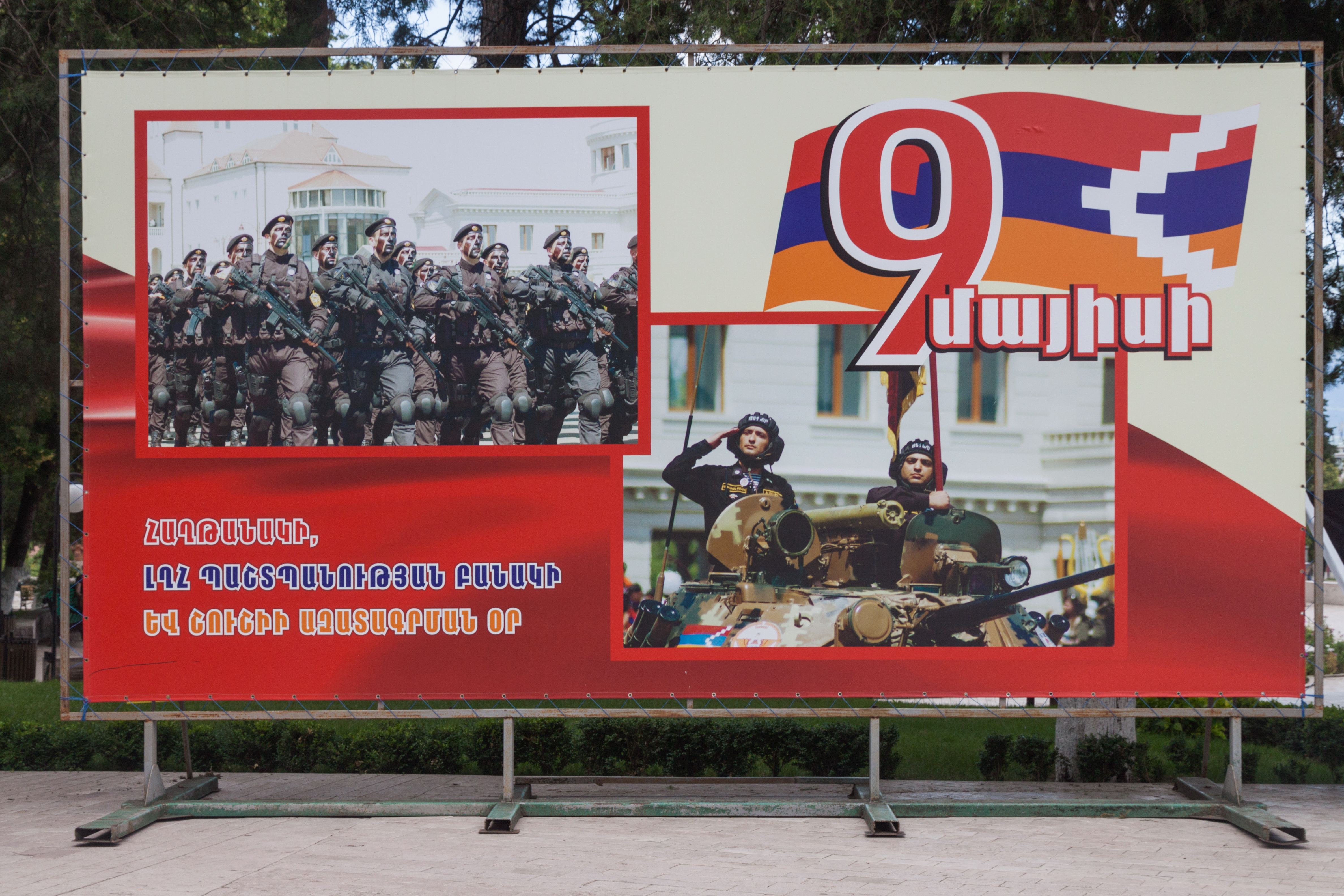

## Аскеранский район
Аскеранский район НКР занимал центральную часть НКР, граничил на севере, северо-западе с Мартакертским районом. Его южная и северо-восточная граница доходила по линии фронта, помимо этого он на юге и юго-востоке граничил с Мартунинским районом. Район занимал территорию площадью 1222 кв.км., население составляет 17 400 человек. В Аскеранском районе было сорок пять населённых пунктов, из них один город (согласно административно-территориальному делению Азербайджана, это посёлок) — райцентр Аскеран, расположенный в четырнадцати километрах от Степанакерта (Ханкенди). Территория района имела смешанный рельеф: горный — на юго-западе, равнинный — на северо-востоке. Через район текли реки Бадара, Колатак и Каркар. В прошлом, во времена армянских меликов, часть Аскеранского района (левобережная часть реки Каркар) входила в состав провинции Хачен, а другая часть (правобережная) — в состав провинции Варанда. На территории района были сохранены многочисленные историко-архитектурные памятники среди которых древние курганные холмы, крепости-схнахи, монастыри и замки, церкви и часовни, расположенные на горных высотах, в долинах рек и в лесах, а также мосты и хозяйственные постройки древности. В регионе большое количество высоких гор, диких ущелий рек и лесов, а также питьевых источников. Среди последних наиболее известный целебный родник у села Айгестан (Баллыджа). Кроме этого близ села (согласно административно-территориальному делению Азербайджана, это город) Ходжалы расположены курганные захоронения.
Ежегодно, 22 февраля, в городе (согласно административно-территориальному делению Азербайджана, это посёлок) проводилась популярная в районе интеллектуальная игра «Моя семья». Победители которой получали денежные призы и памятные подарки

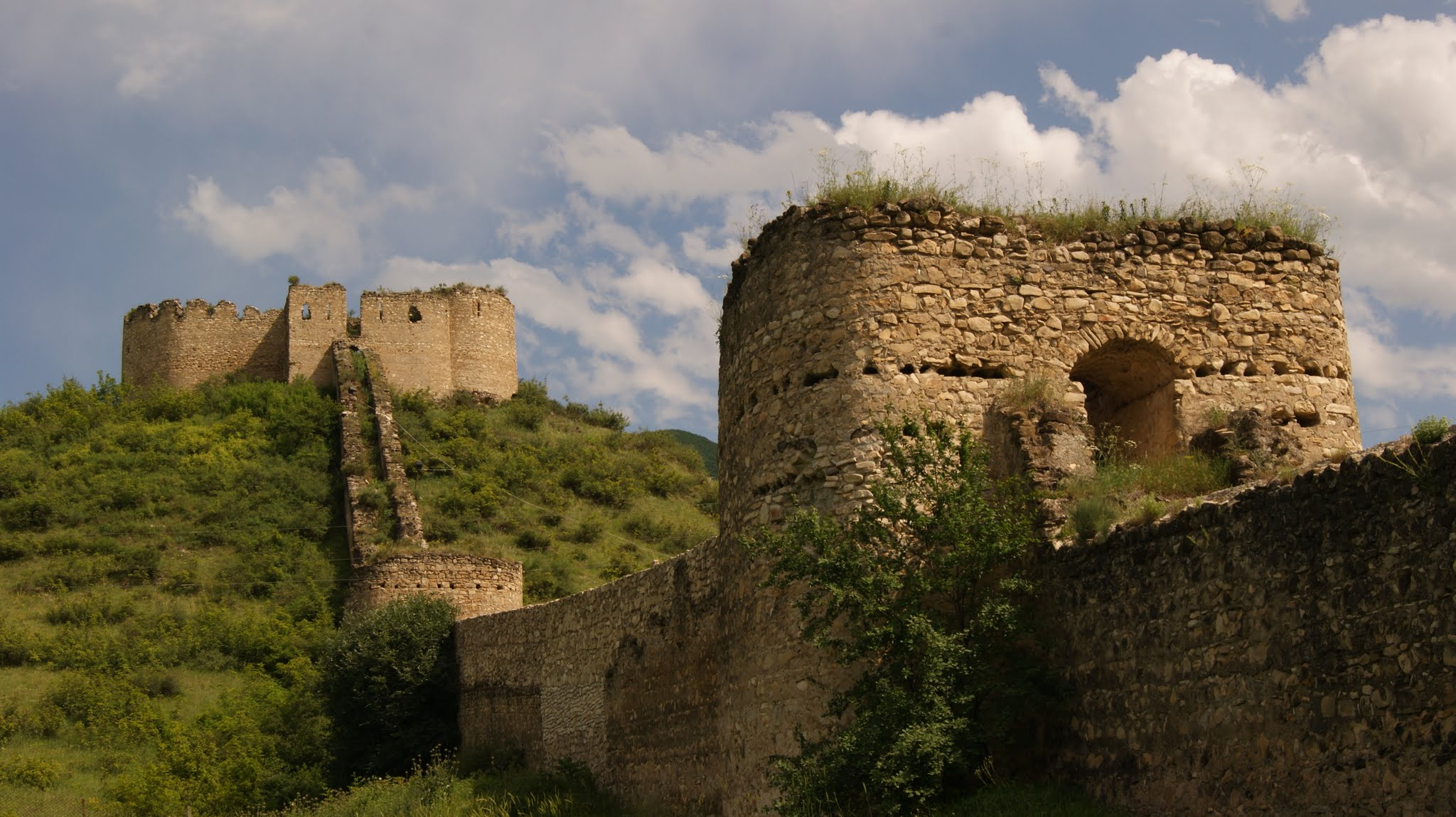
Аскеранская крепость

## Мартакертский район
В 60 км от Степанакерта (Ханкенди), в селе Ванк (Вянгли) был целый туристический комплекс, который включал парки отдыха и зоопарк. Кроме того, непосредственно в самом селе ежегодно проходили ослиные бега.

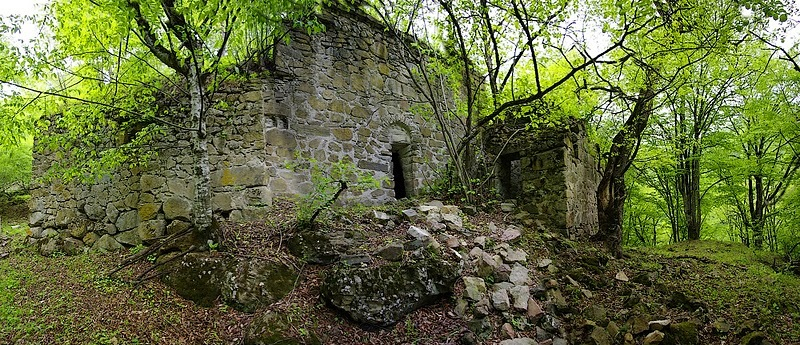
Монастырь Кармираван 1224 год
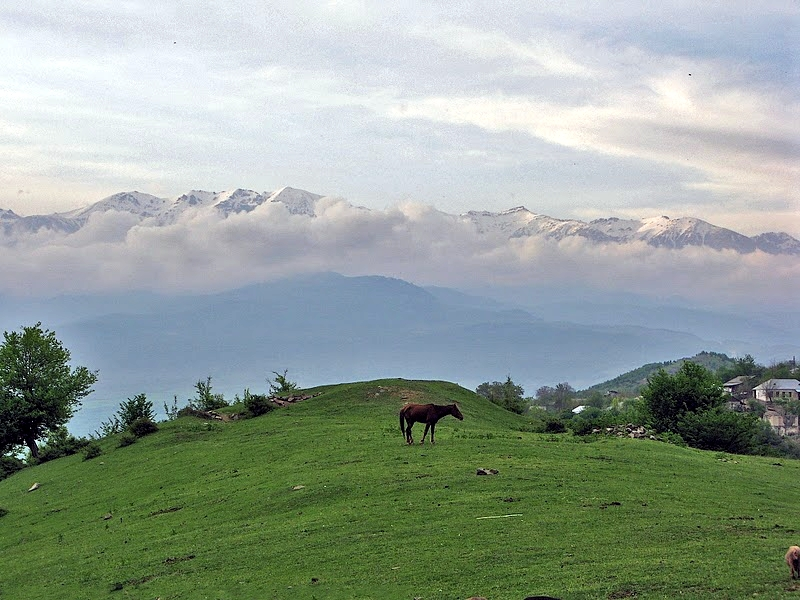
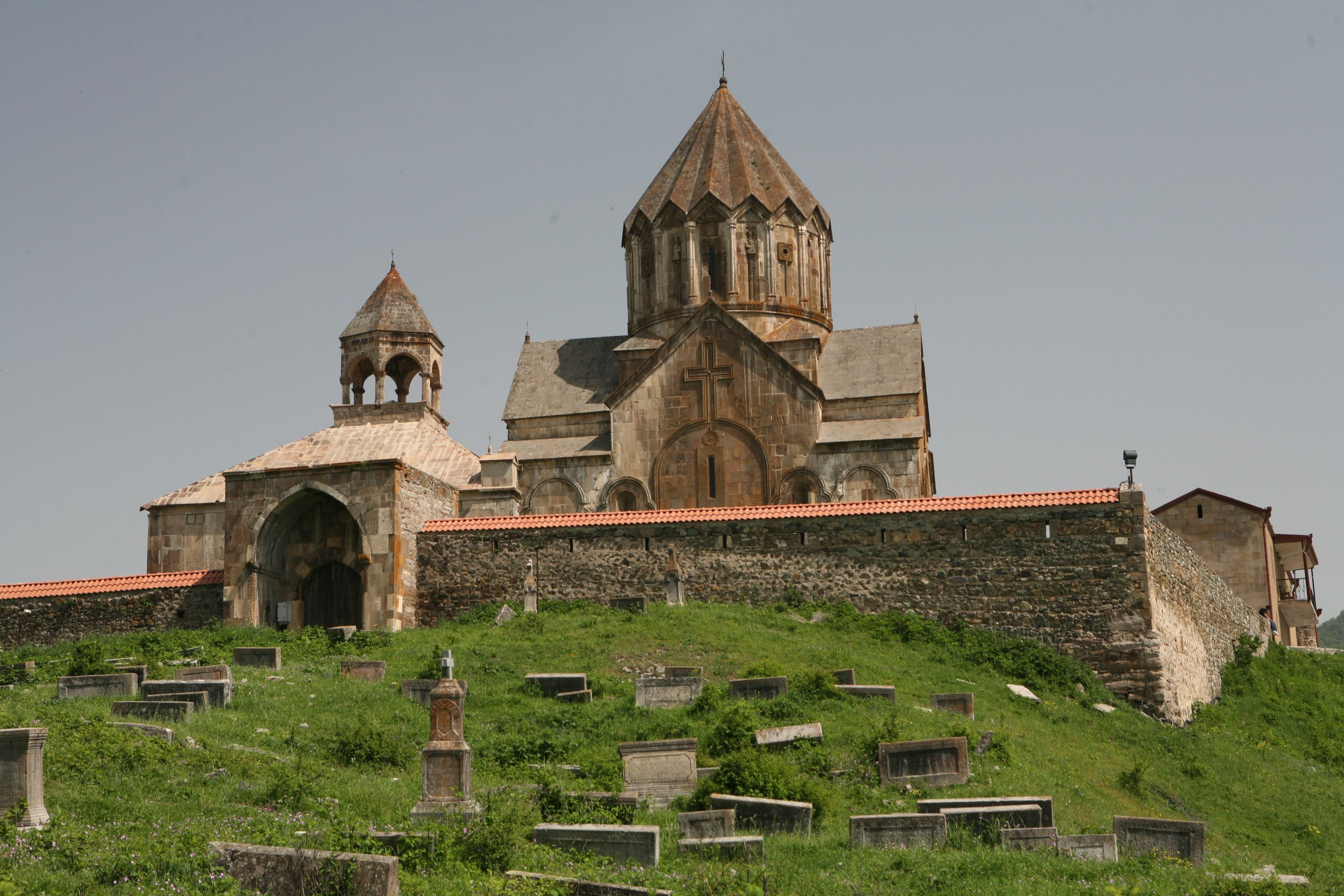
Монастырь Гандзасар 1216 год
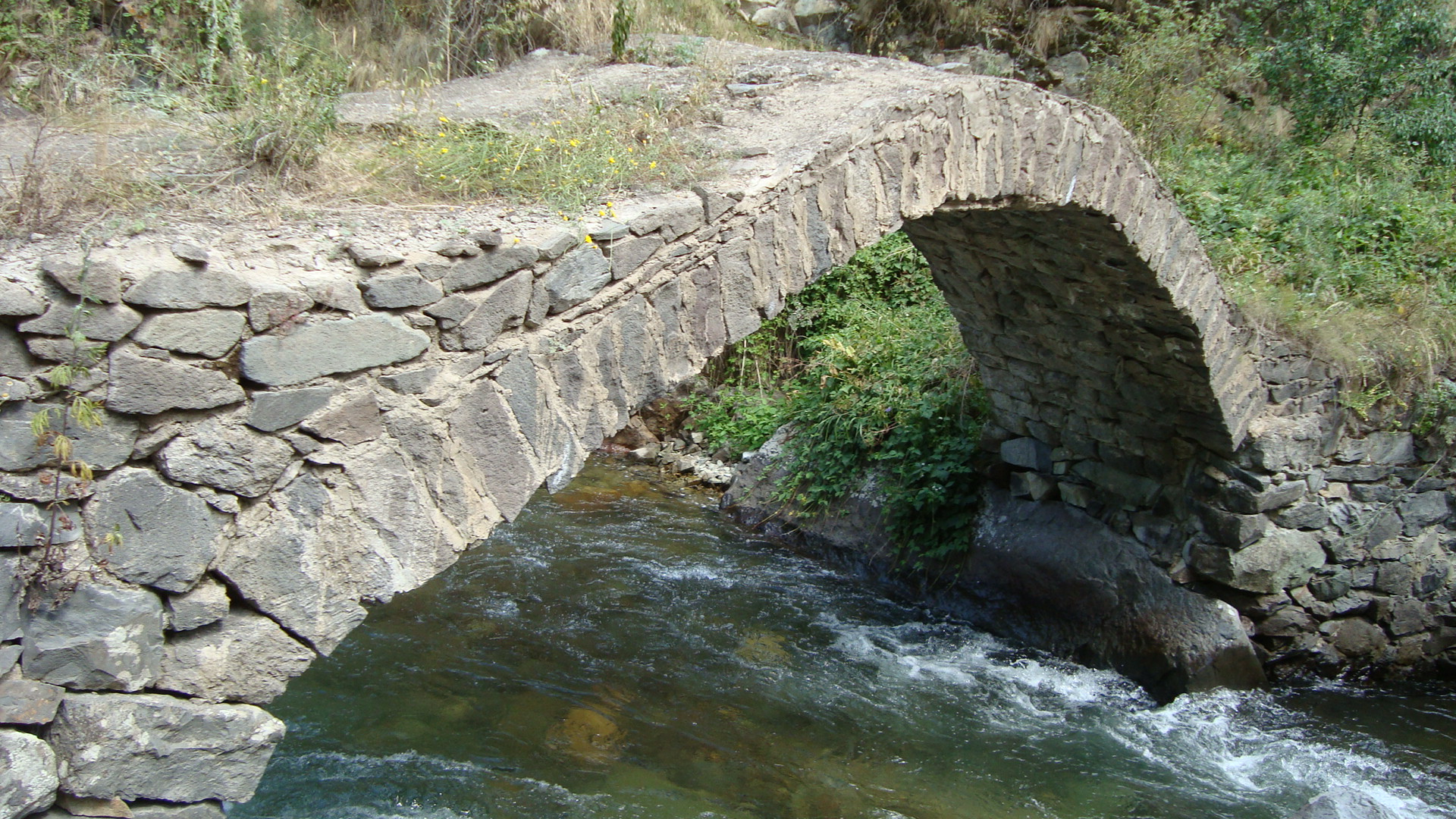
Средневековый мост через Тертер
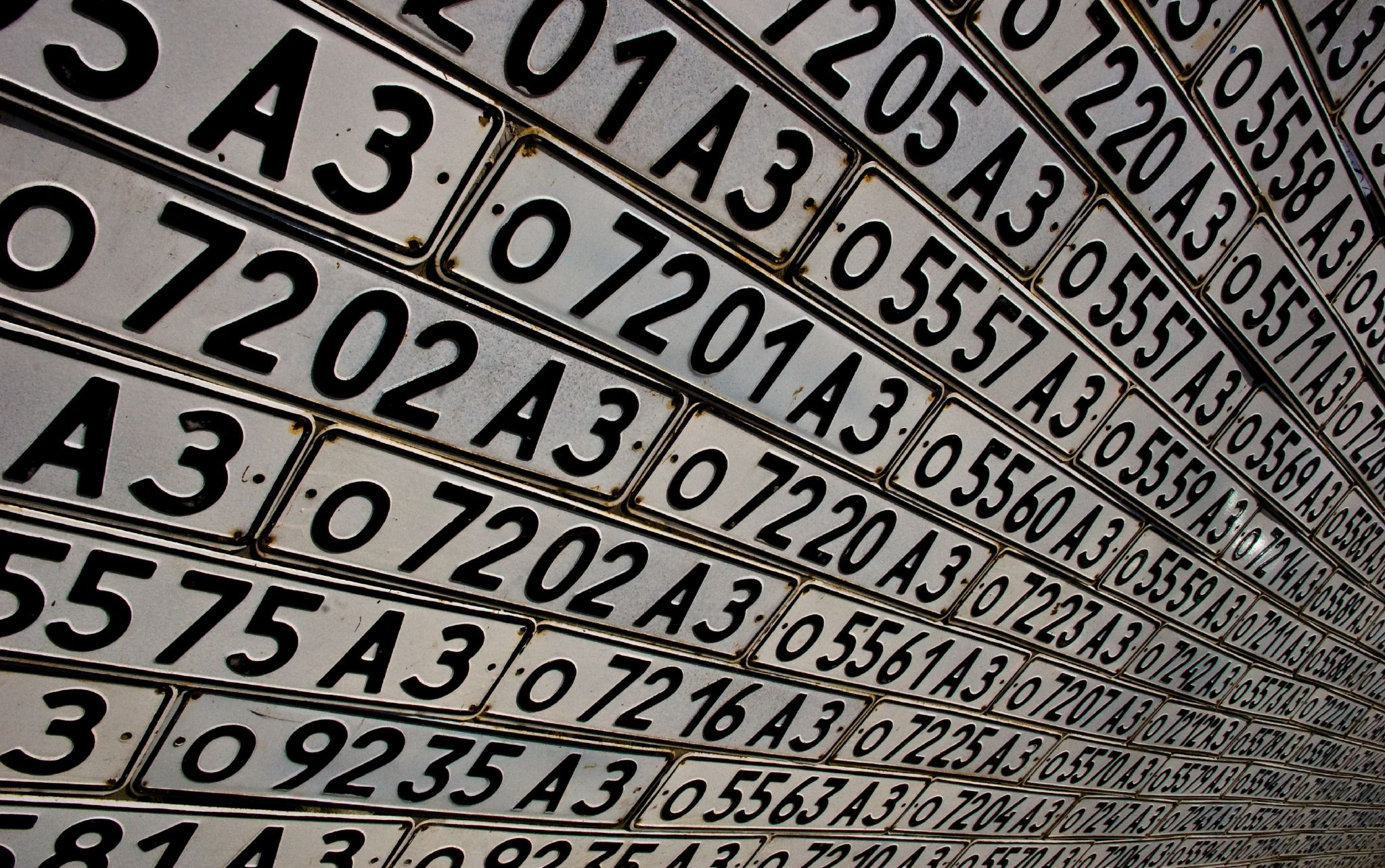
Забор из сотен автономеров в с.Ванк
Туркомплекс в с. Ванк
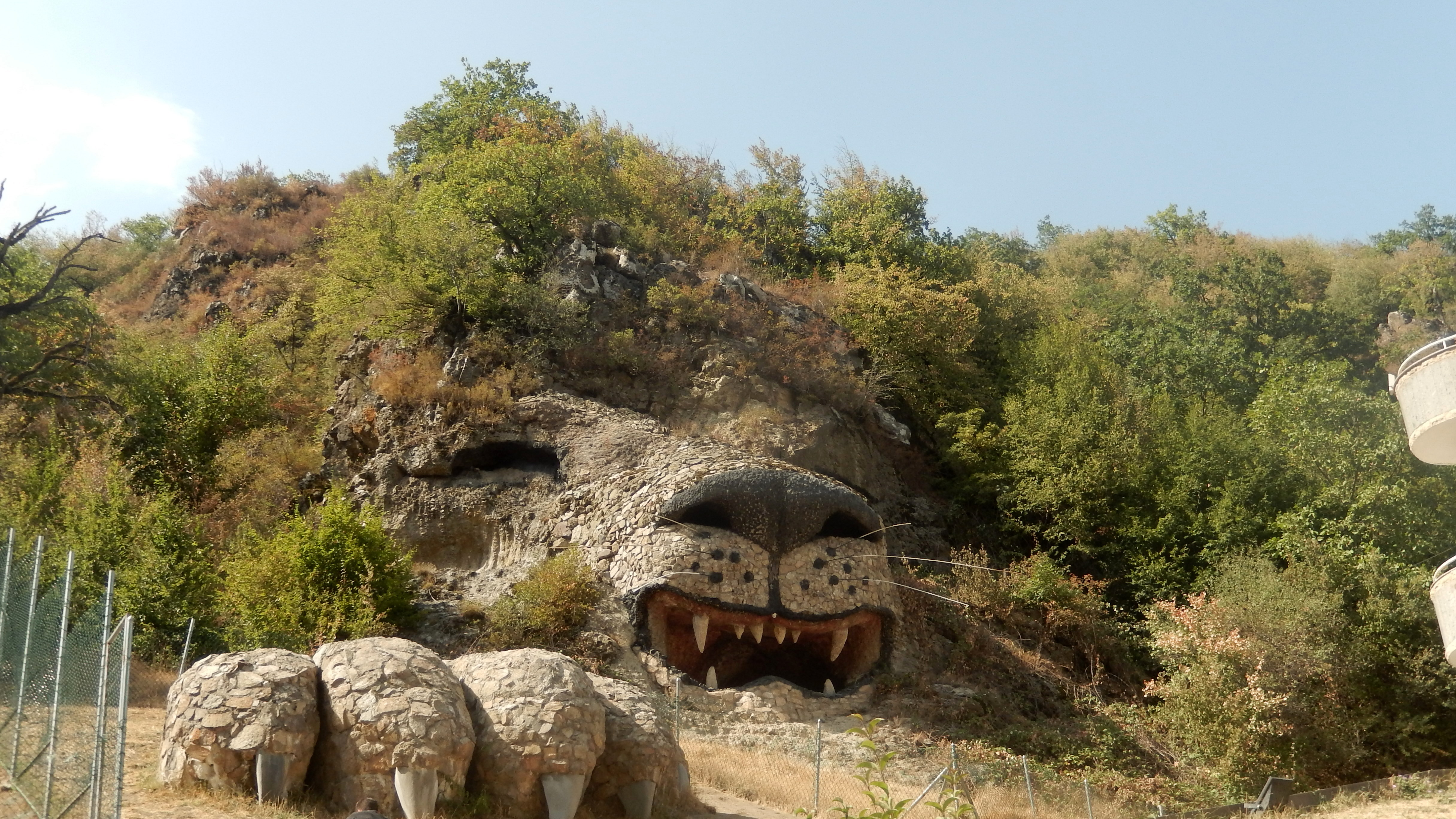
Природная пещера в виде льва в с.Ванк
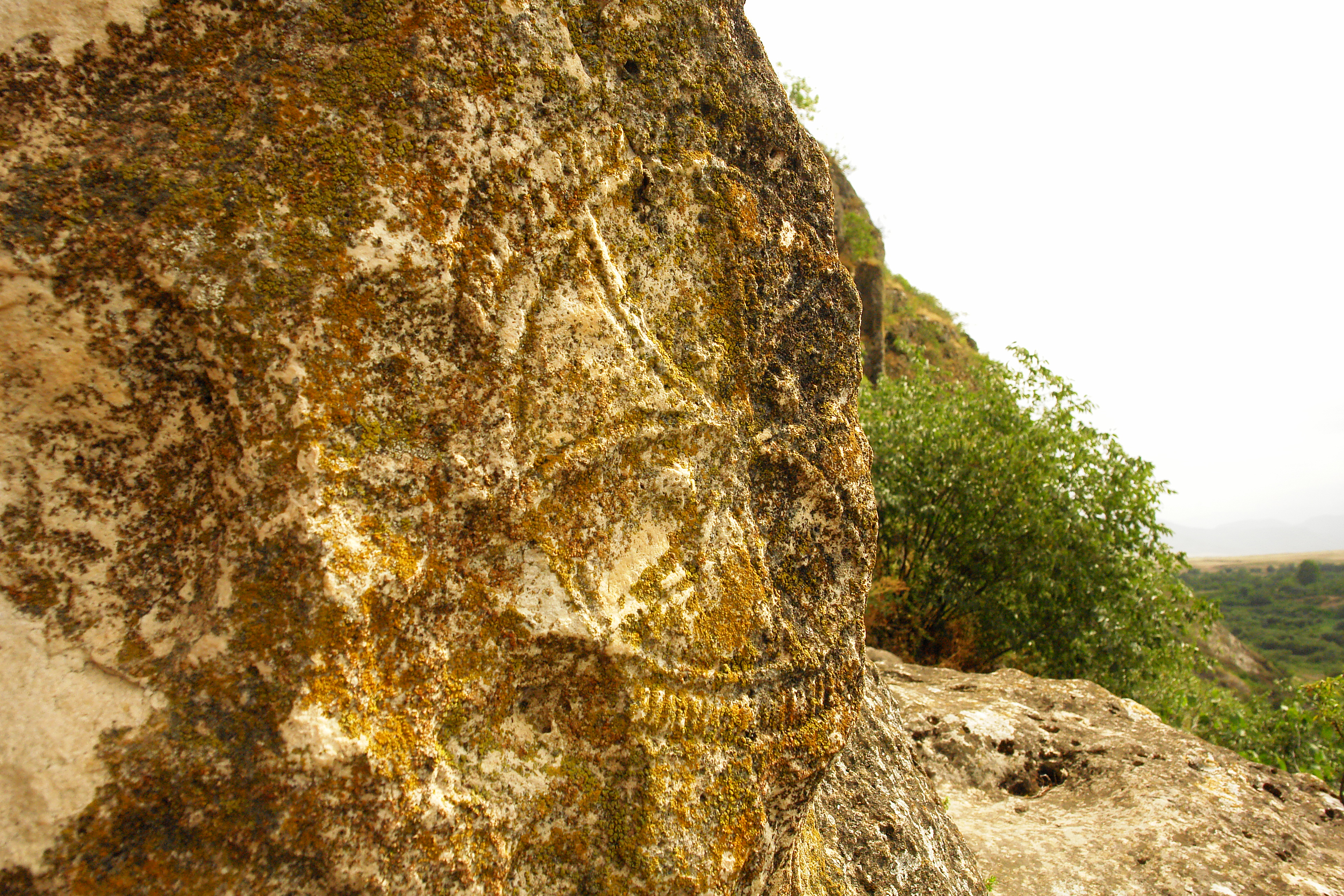
пещерный монастырь в селе Дрмбон[4] (Хейвалы[5])
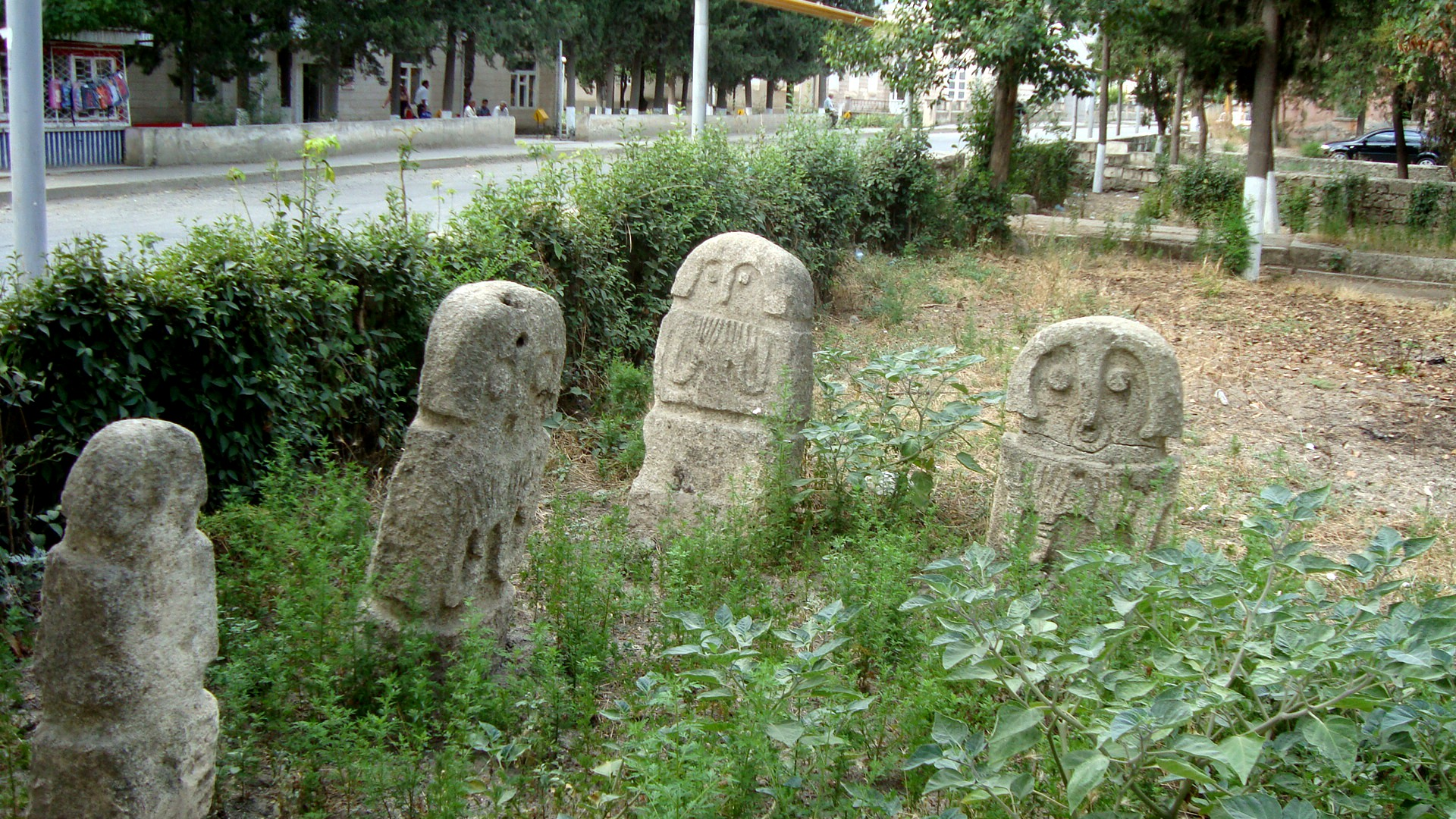
древние статуи во дворе Мартакертского краеведческого музея
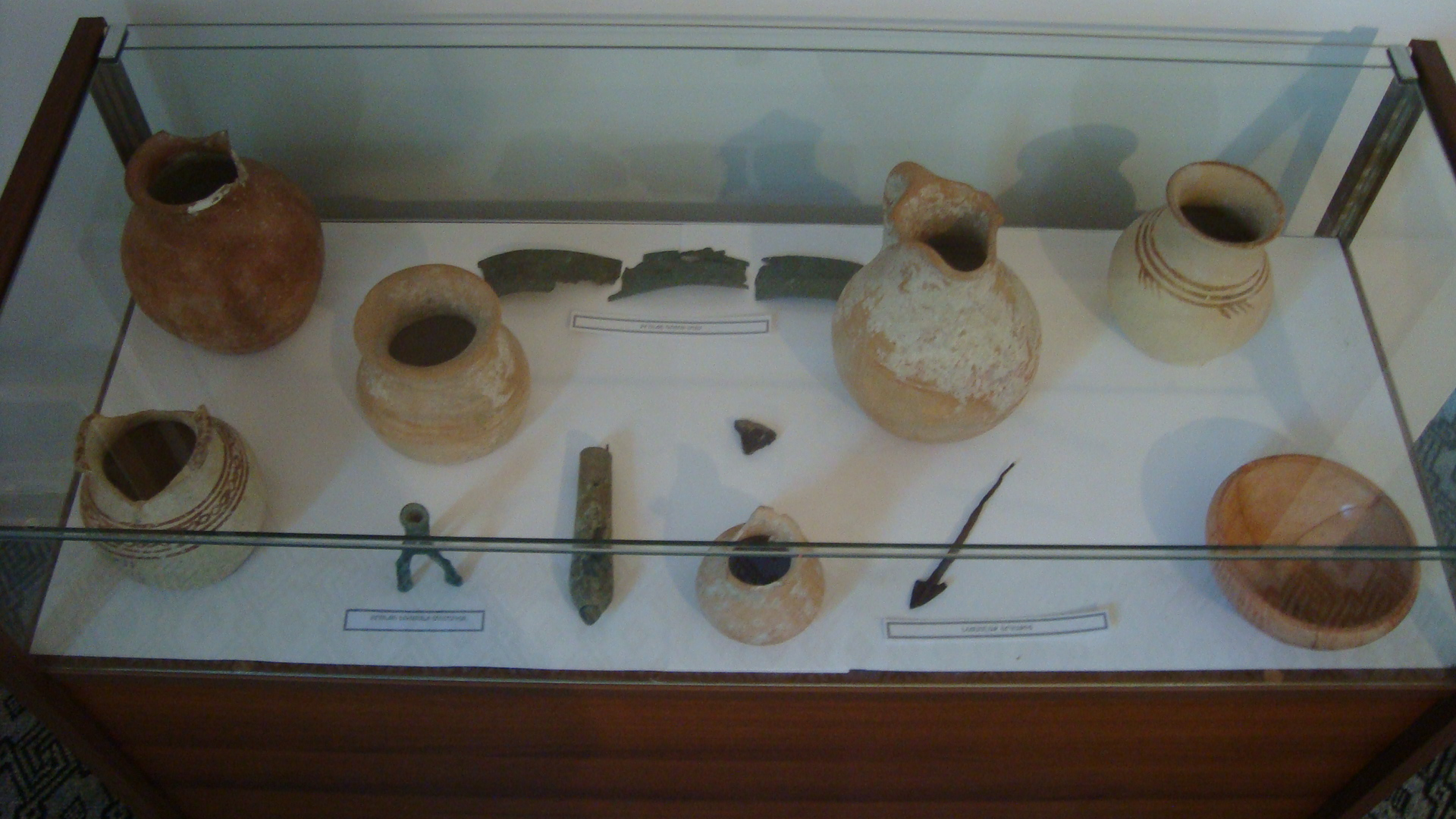
Мартакертский музей краеведения

## Мартунинский район
Мартунинский район занимал юго-восточную часть НКР, он граничил на западе и на северо-западе с Аскеранским. На юге, востоке и северо-востоке Мартуни проходила линия фронта. По сравнению с другими районами, Мартунинский имела более равнинный ландшафт, по его территории протекала река Варанда с притоком Амарас. Площадь района составляла 951 кв.км. Райцентр был город Мартуни (Ходжавенд), находящийся на расстоянии 45 км от Степанакерта (Ханкенди). В древности на этих землях располагалась историческая провинция Мюс Абанд, позже — часть провинции Варанда. В районе до наших дней в той или иной степени сохранности дошли многочисленные памятники старины. К любопытным достопримечательностям Мартунинского района относился также и главная природная достопримечательность района 2000-летний платан. В рамках программы правительства республики для удобства посещавших была обустроена и облагорожена территория, прилегающая к платану

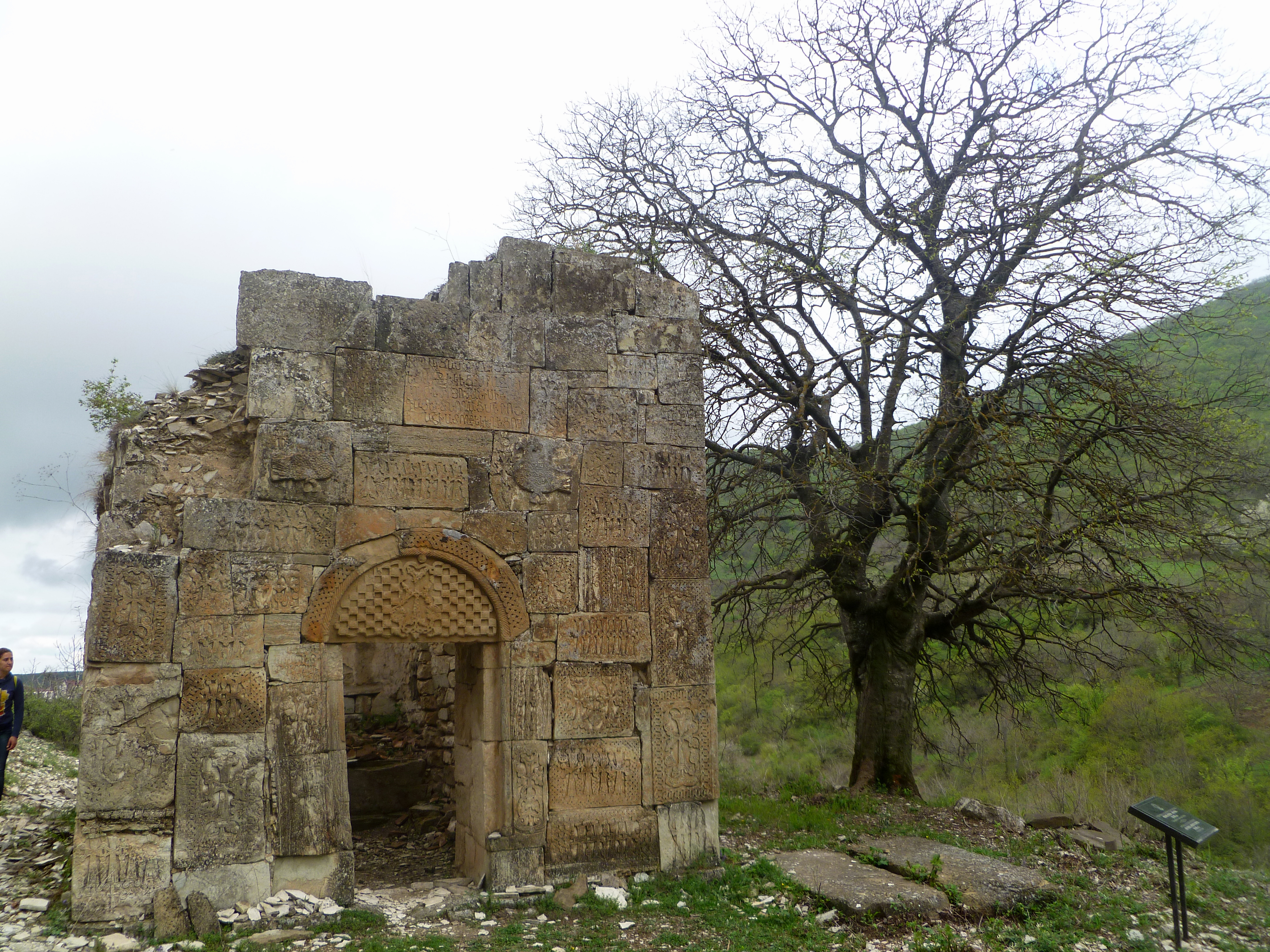
Бри Ехци VII в. с.Хаци[4] (Гаци[5])
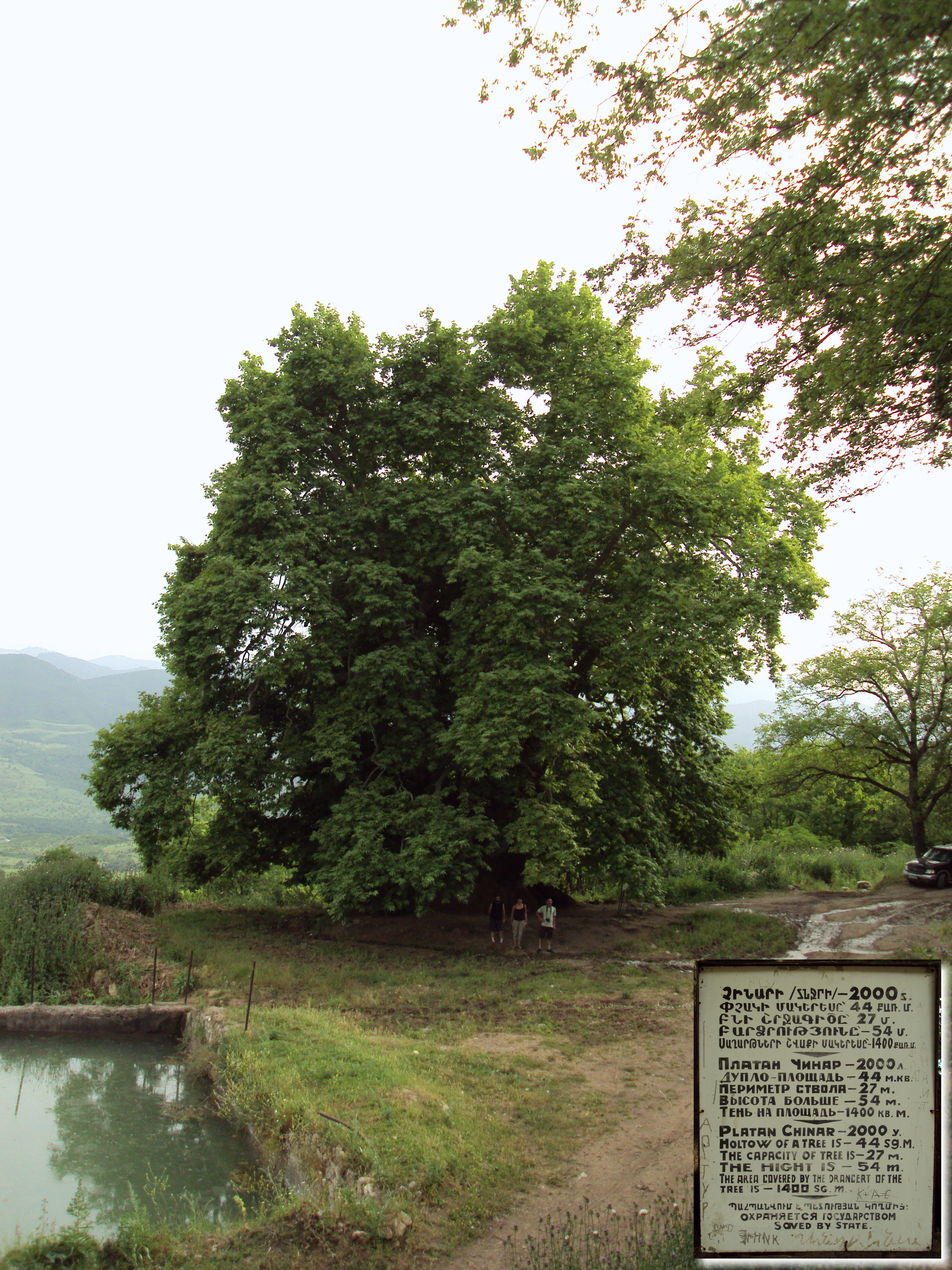
2000-летний платан с.Схторашен[4] (Шых Дурсун[5])
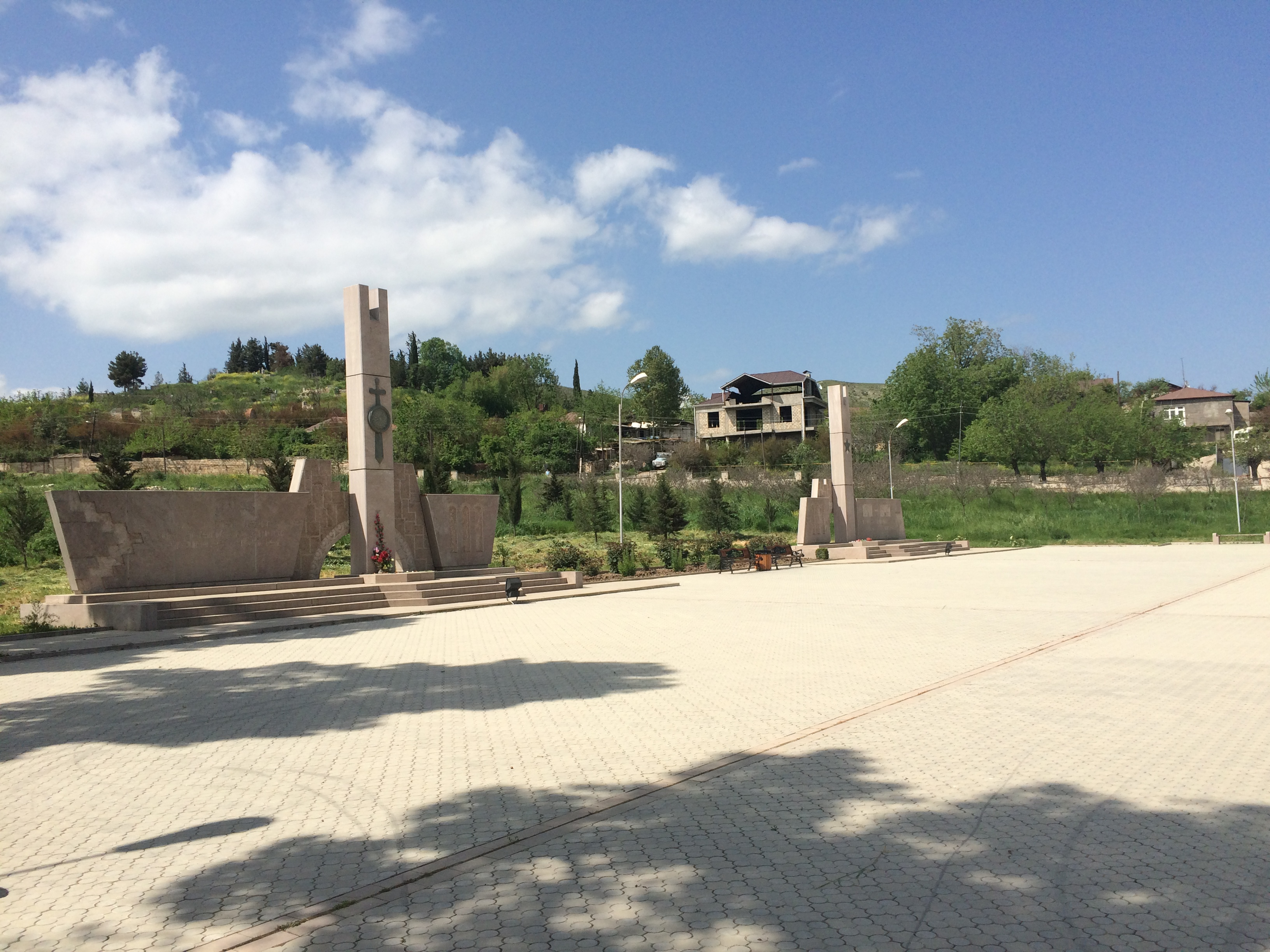
г. Мартуни
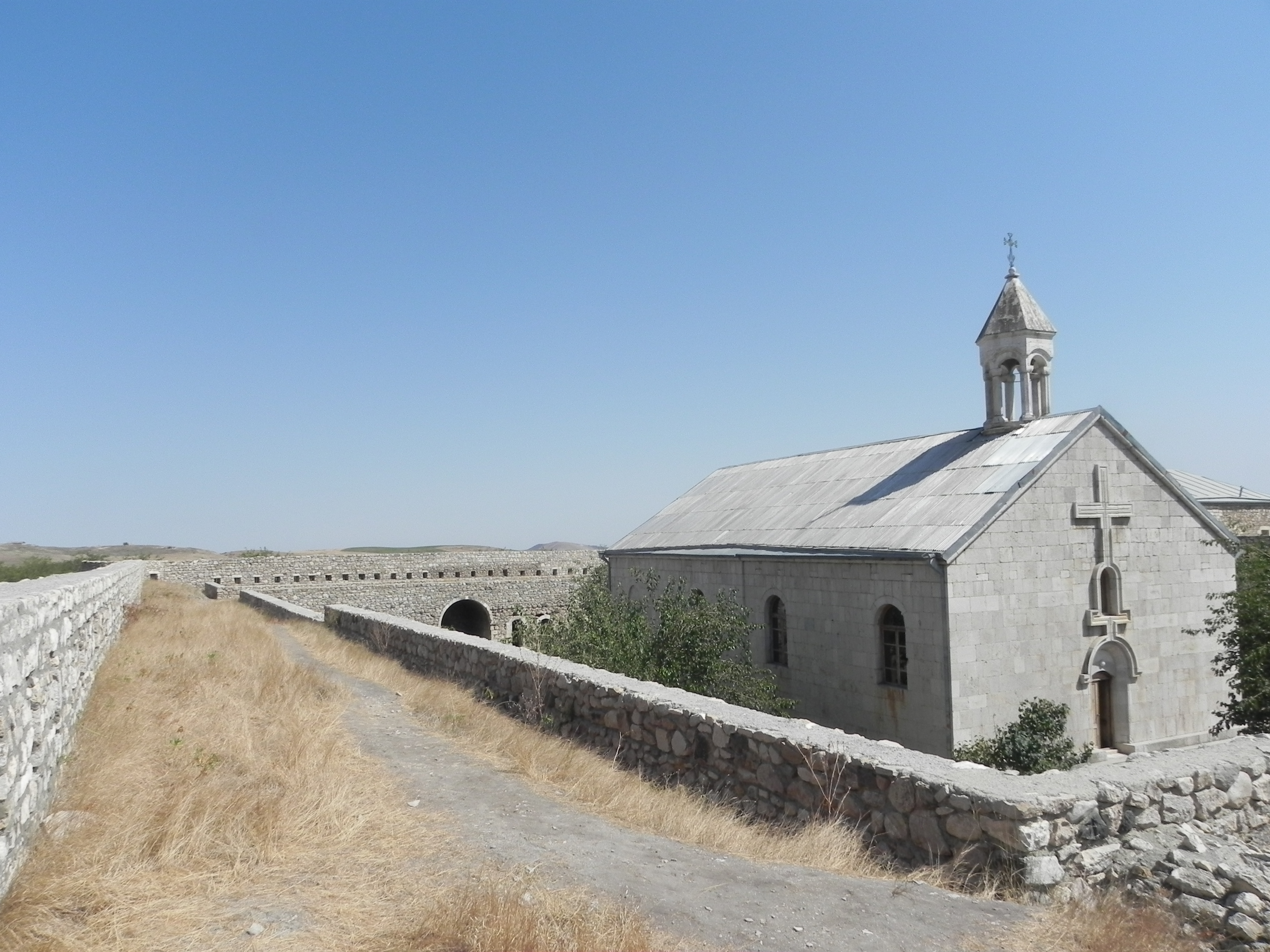
Амарасский монастырь IV в
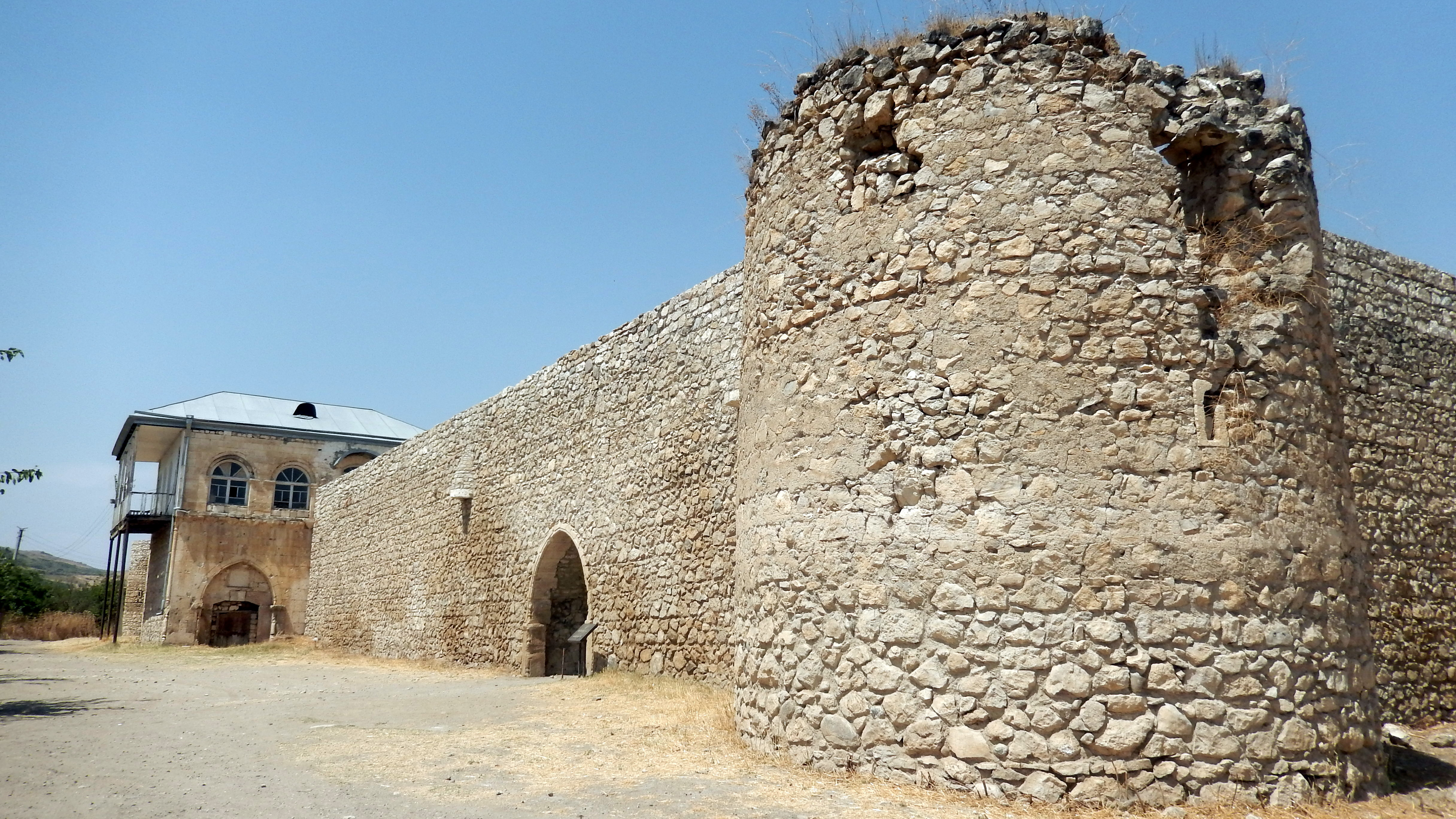
Крепостные стены Амараса с.Сос
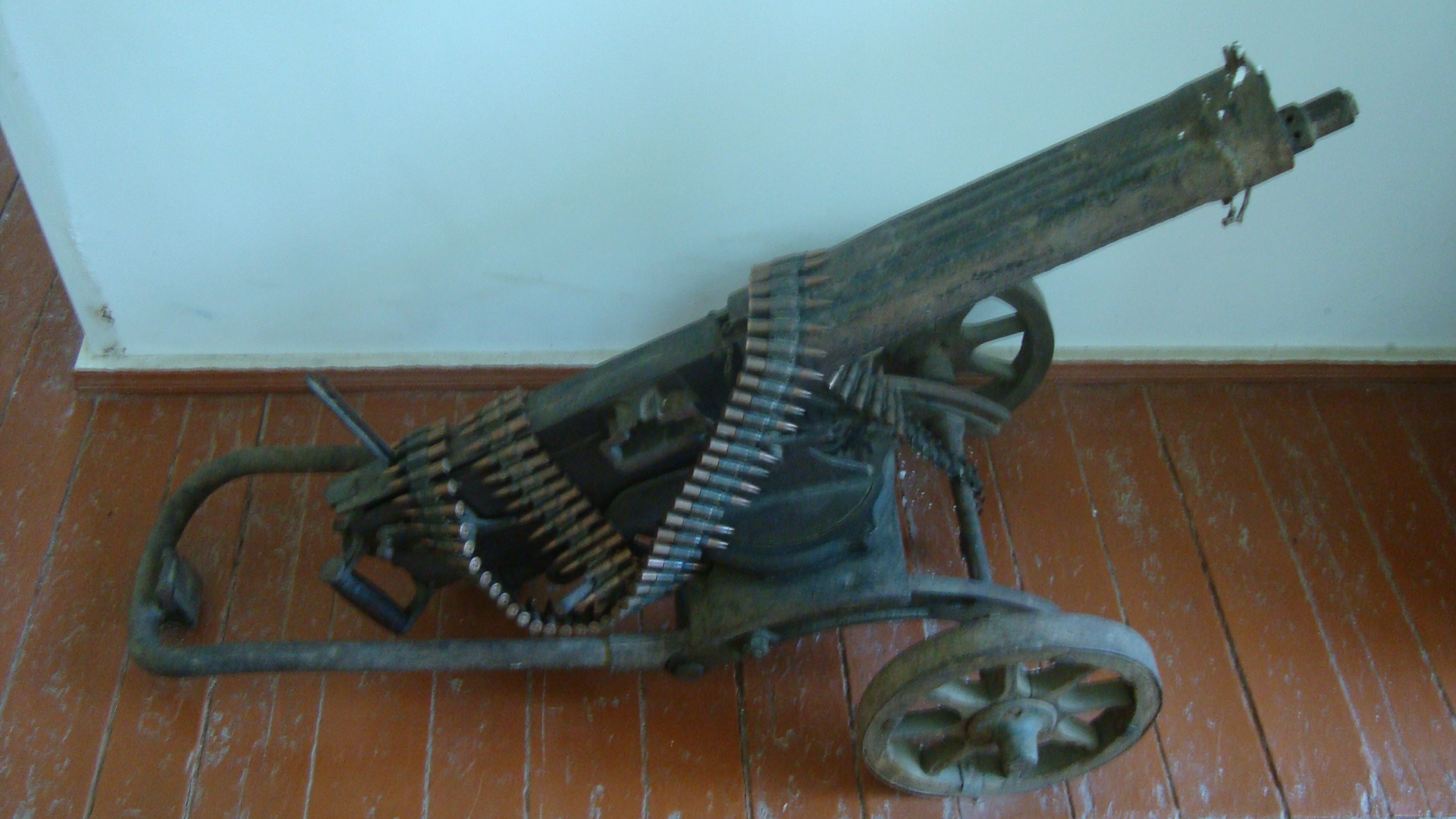
Самодельный пулемёт времен Карабахской войны (Мартунийский музей)
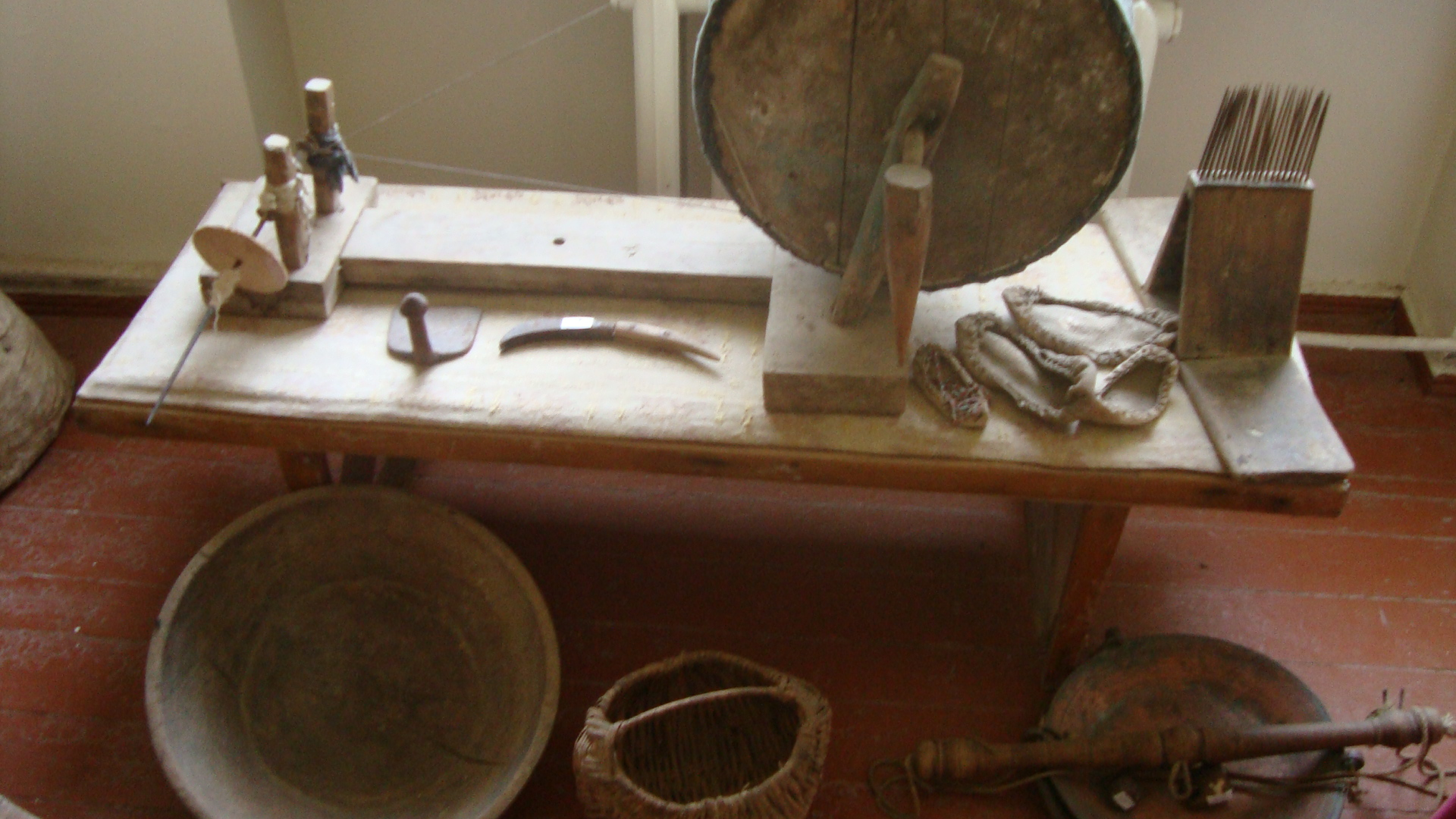
Старинная прядильня (Мартунийский музей)

## Музеи НКР
Степанакерт (Ханкенди)

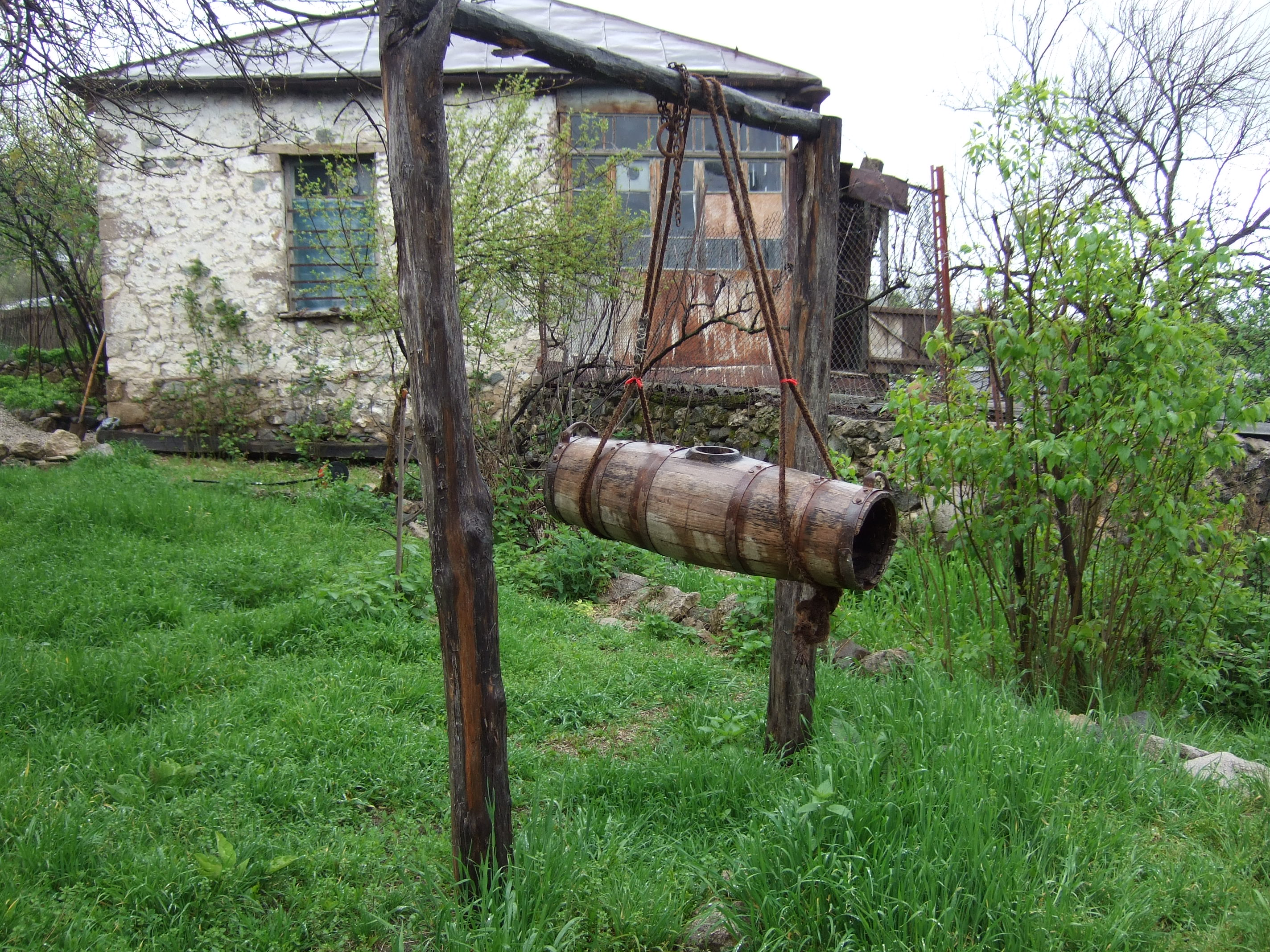
Приспособление для взбивания масла

- Государственный историко-краеведческий музей Арцаха[41]
- Музей памяти погибших воинов-азатамартиков[41]
- Степанакертская картинная галерея
- Музей пропавших без вести

Аскеранский район
- Дом-музей Никола Думана (Музей народной архитектуры, этнографии и сельского быта) — с. Цахкашат (Кышлак)[41](при музее имелась гостиница и таверна) (сайт дом-музея)
- Музей краеведения в г. Аскеран (согласно административно-территориальному делению Азербайджана, Аскеран является посёлком)

Мартунийский район
- Краеведческий музей г. Мартуни (Ходжавенд)

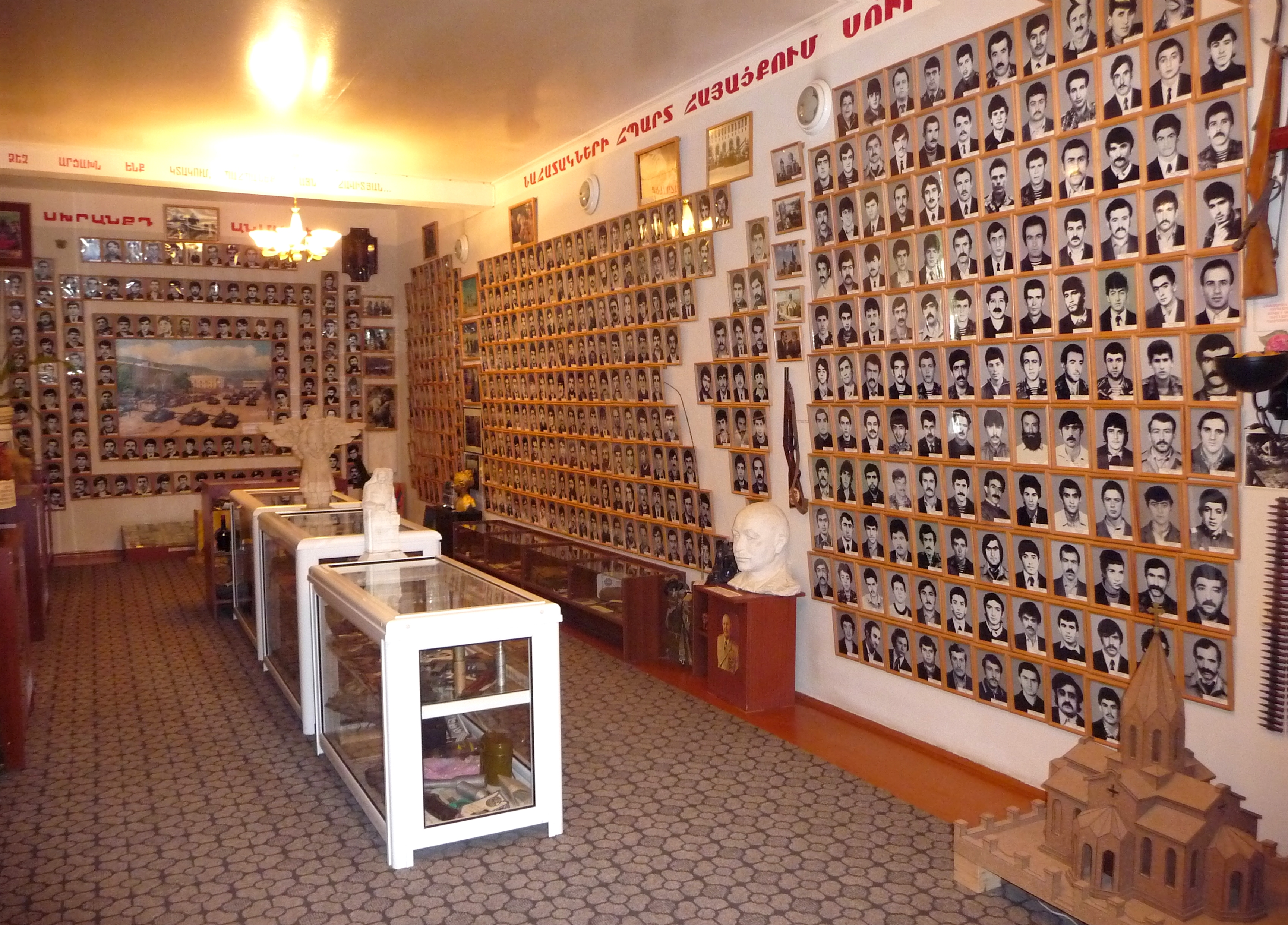
Музей погибших воинов, Степанакерт (Ханкенди)
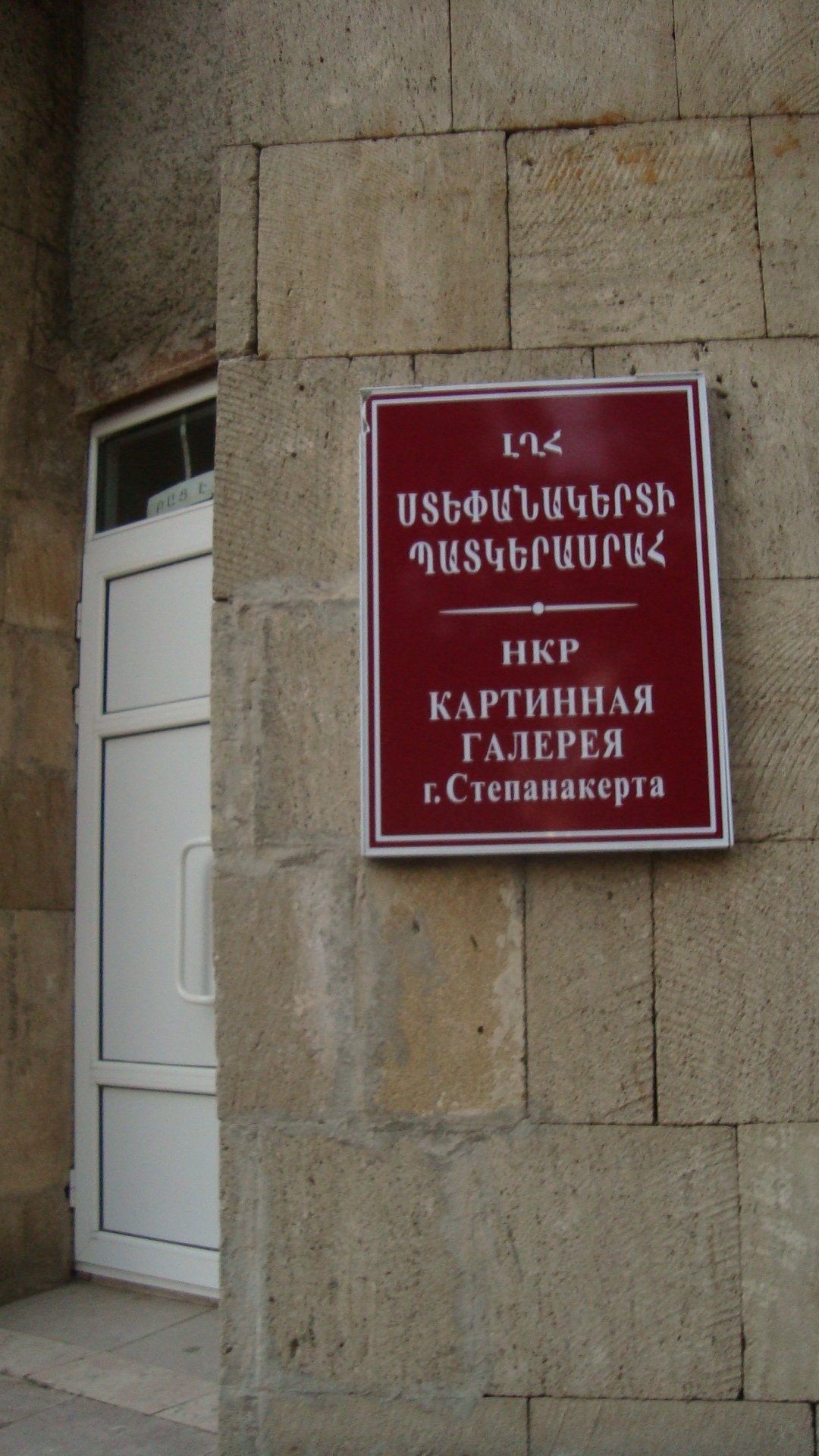
Картинная галерея, Степанакерт (Ханкенди)
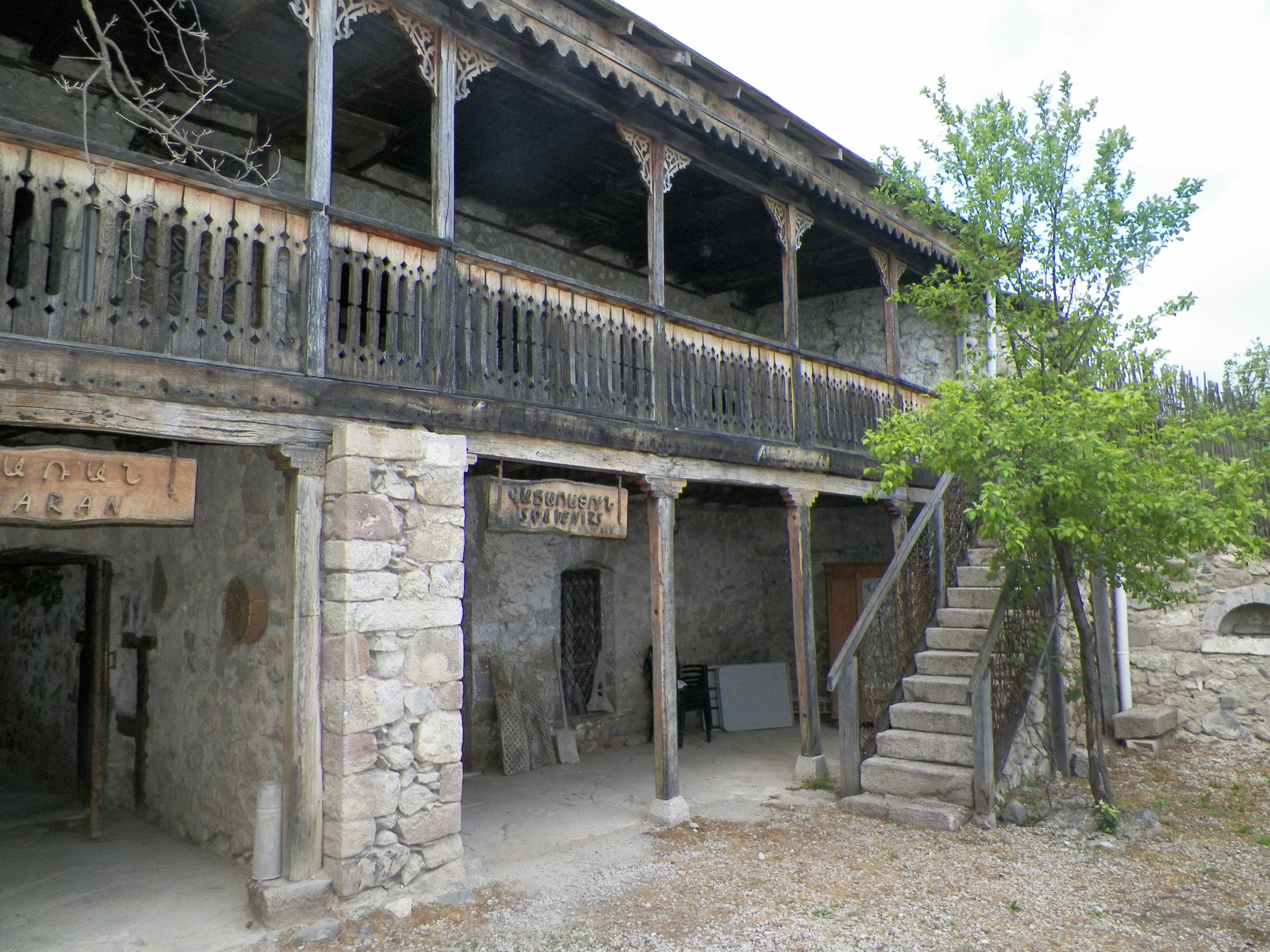
Дом-музей Никола Думана с.Цахкашат (Гышлаг)
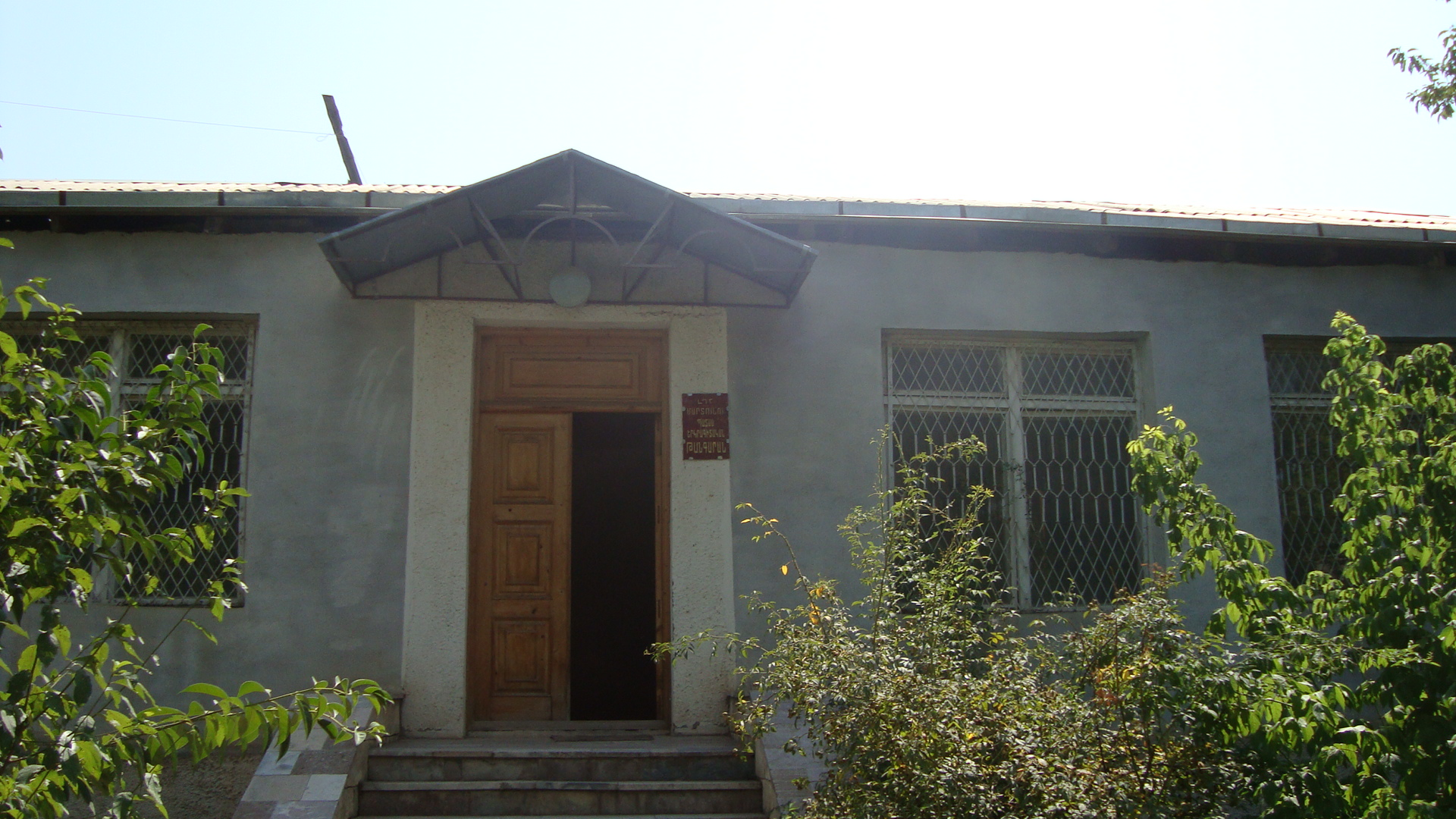
Музей в Мартуни (Ходжавенд)
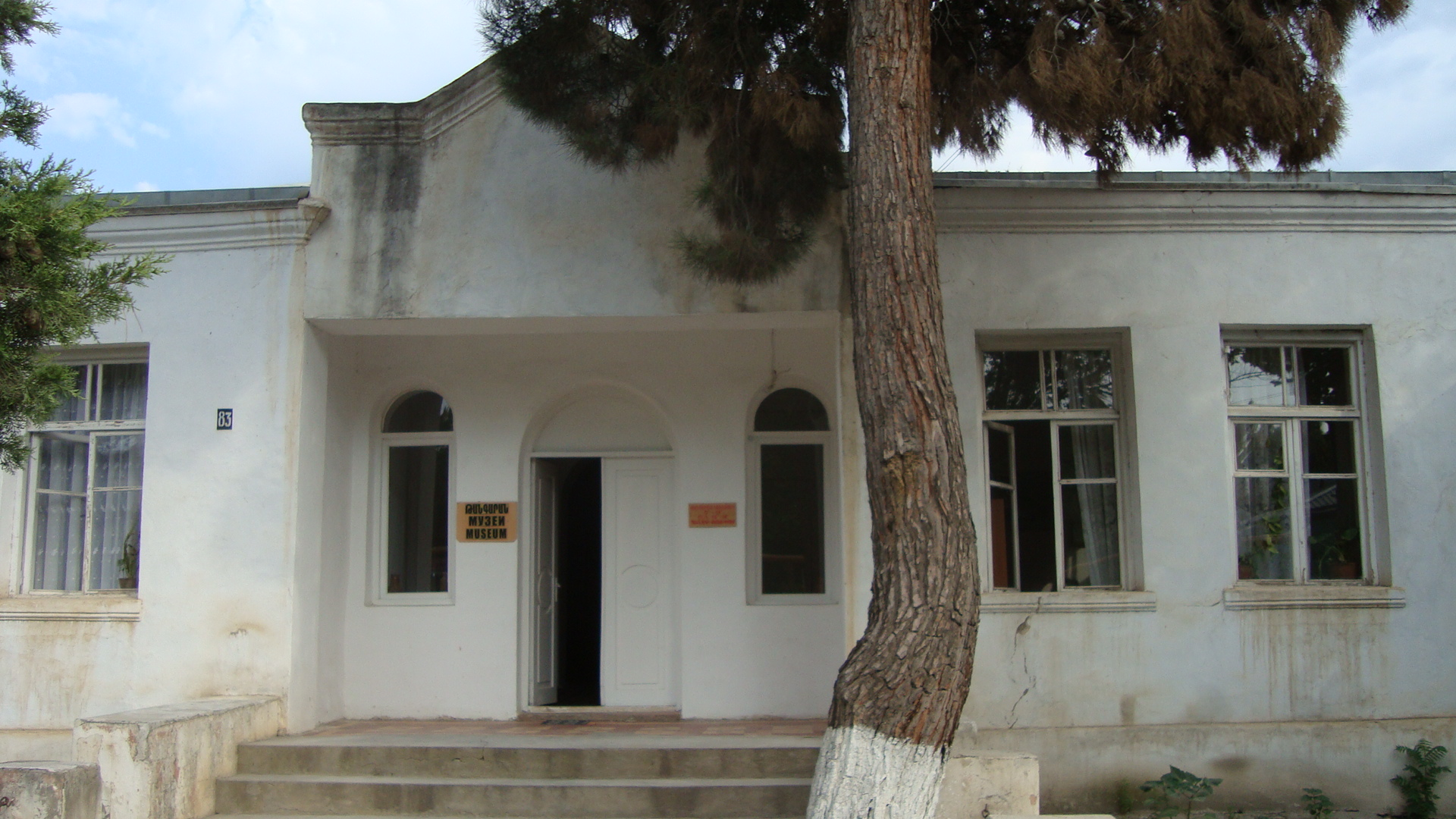
Музей краеведения, Мартакерт (Агдере)
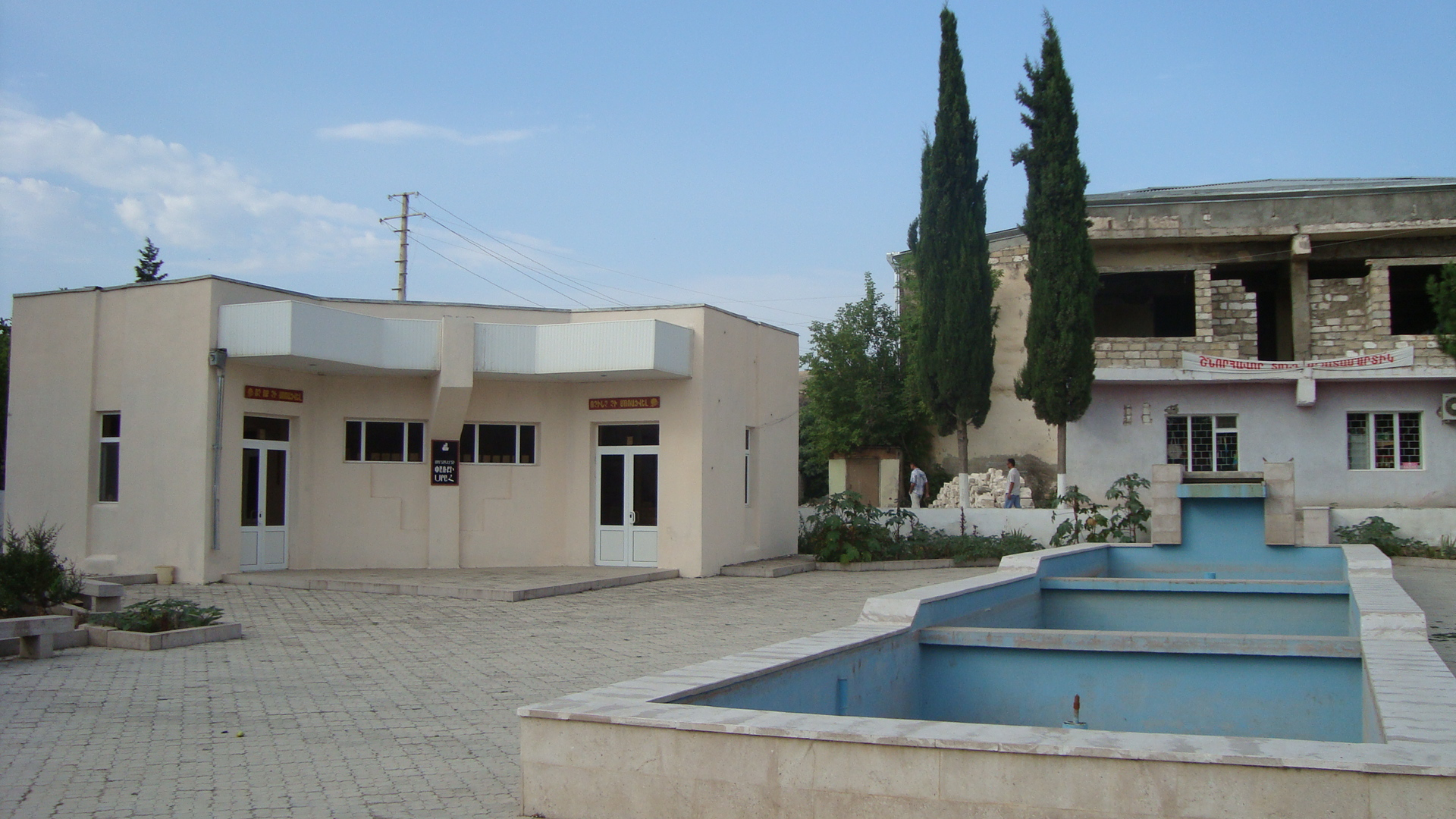
Музей погибших воинов, Мартакерт (Агдере)
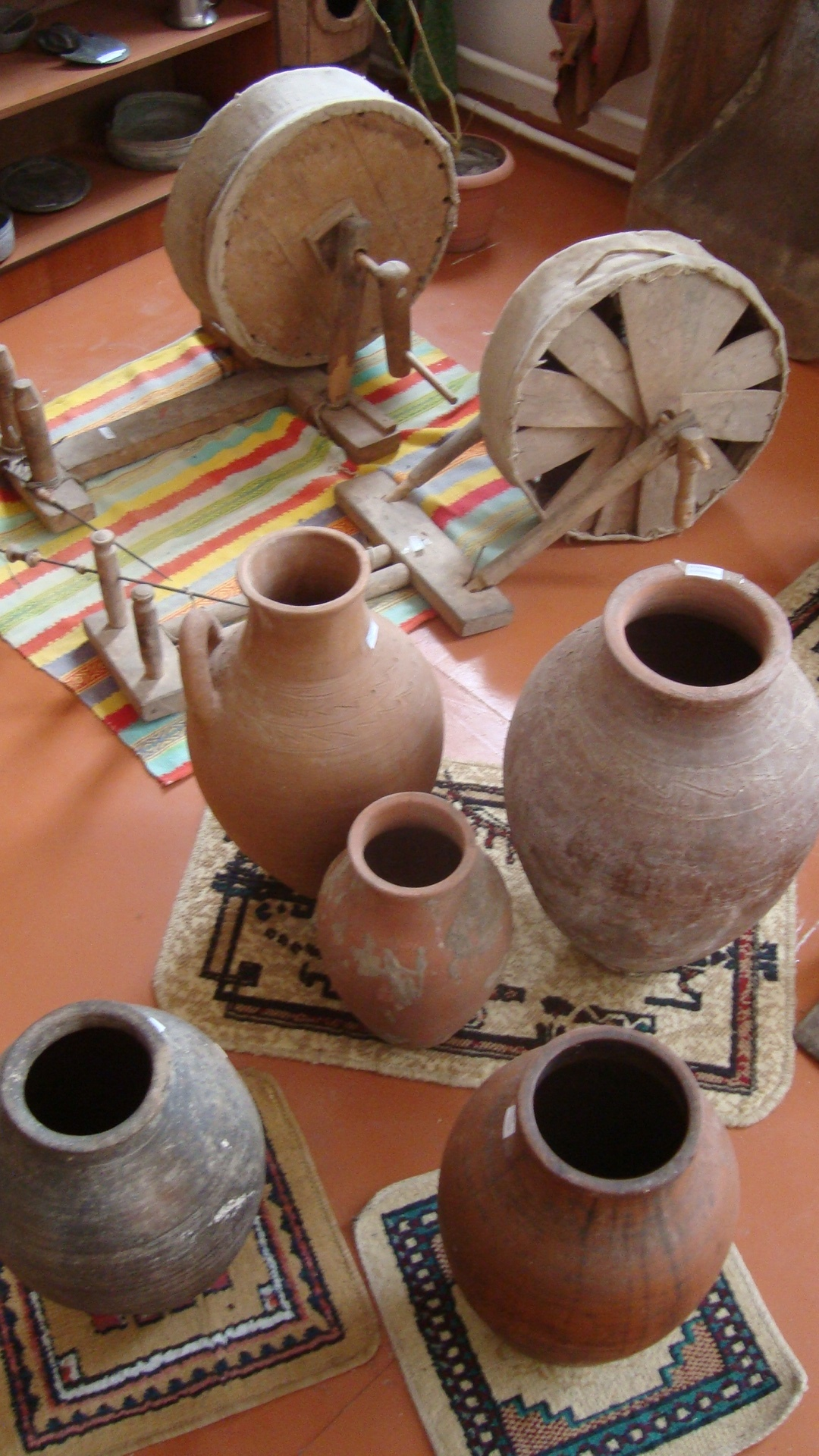
Аскеранский музей
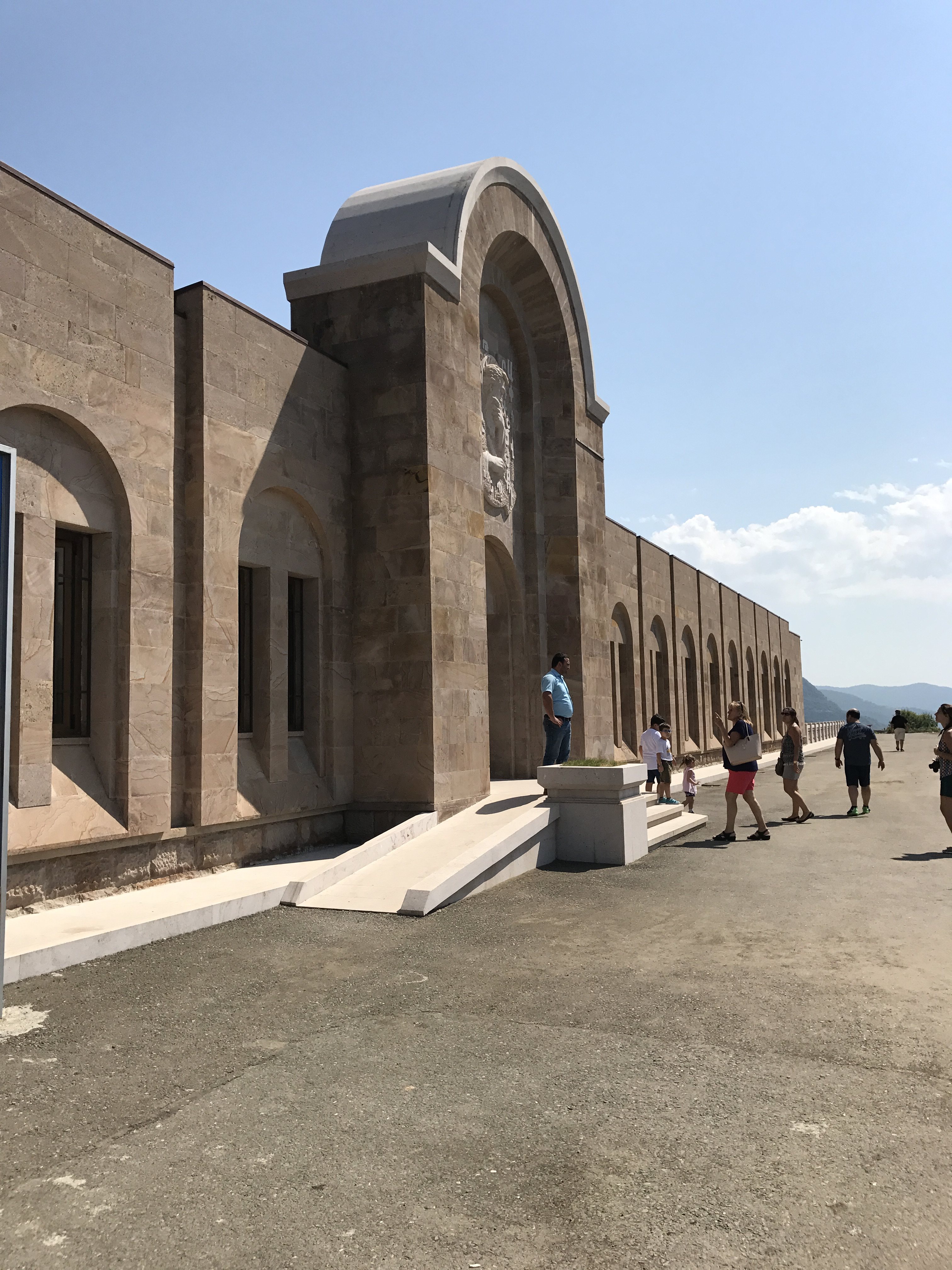
Музей Гандзасара

## Театры НКР
- Степанакертский государственный драматический театр имени Ваграма Папазяна (здание Государственного драматического театра Ханкенди имени Максима Горького)

## Гостиницы НКР
Гостиницы в НКР вмещали около 1000 туристов, предоставляя весь спектр услуг. Большинство отелей были сконцентрированы в Степанакерте (Ханкенди), в их числе имелись 3-звёздочные («Парк Отель Арцах», «Наири», «Егинар») и 4-звёздочные («Армения», «Ереван»). За пределами столицы НКР гостиницы имелись, по меньшей мере, в городе (согласно административно-территориальному делению Азербайджана, это посёлок) Аскеран и крупном селе Ванк Мартакертского района.

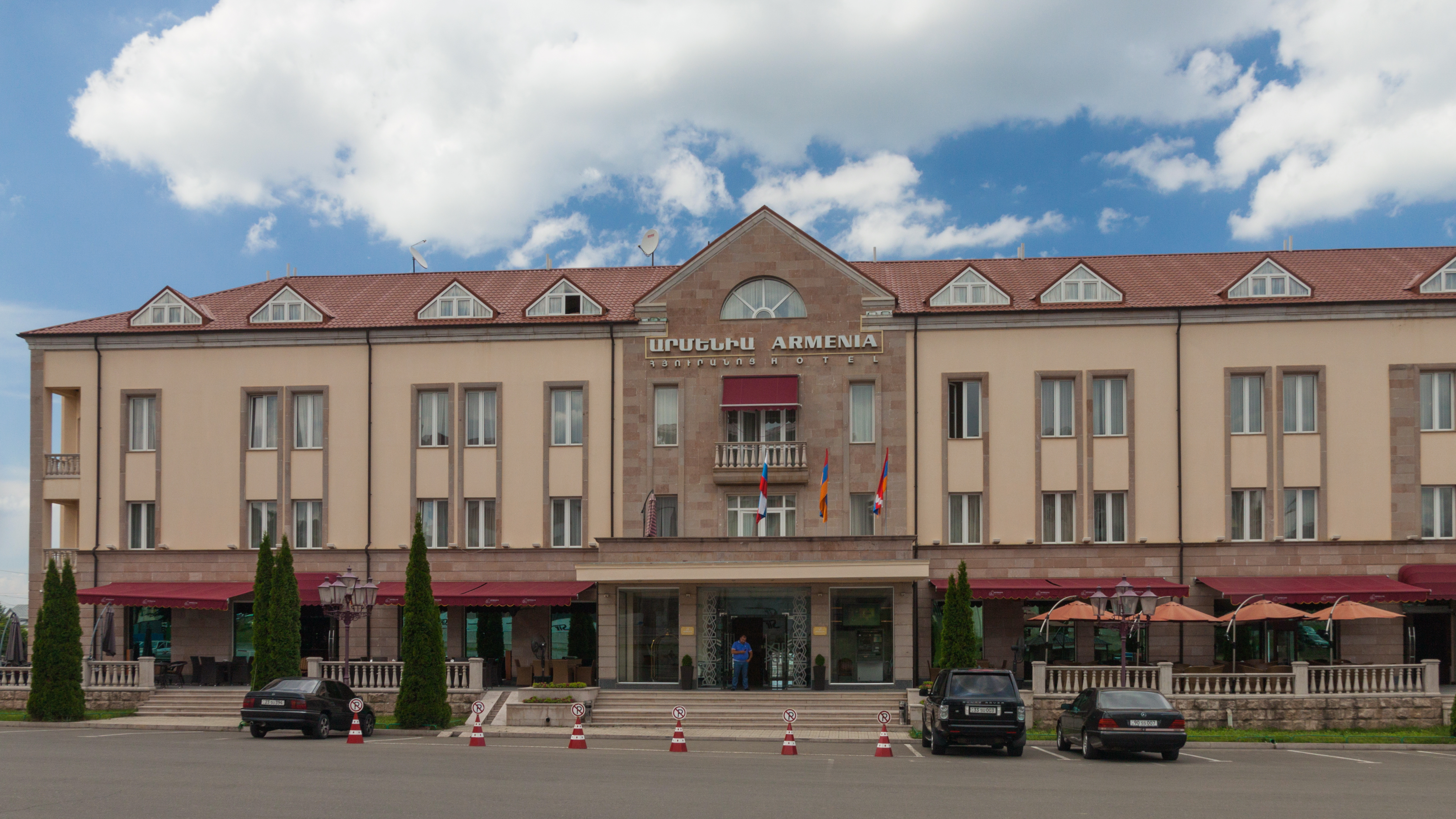
Отель «Армения» (Степанакерт (Ханкенди))
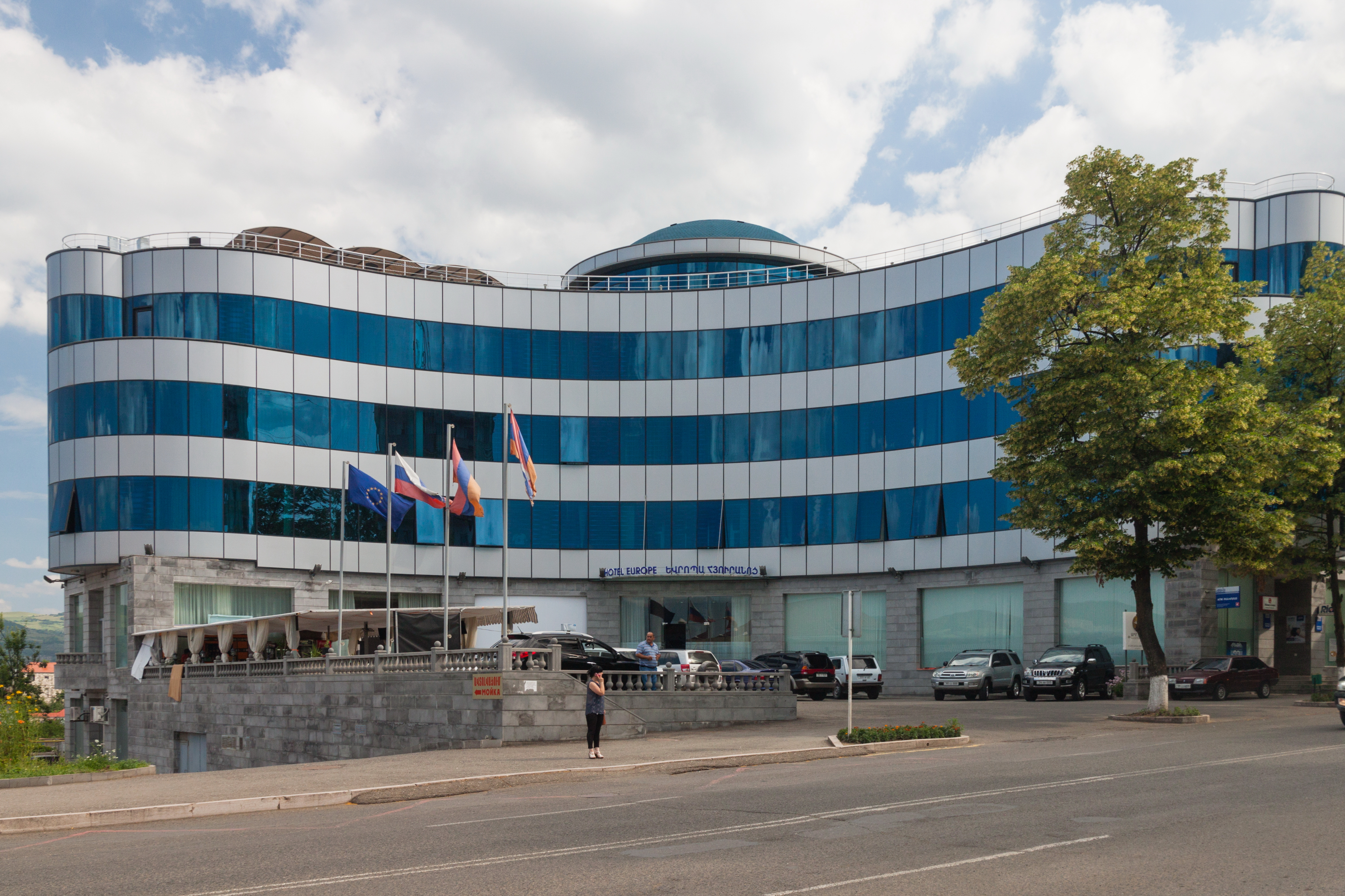
Отель «Европа» (Степанакерт (Ханкенди))
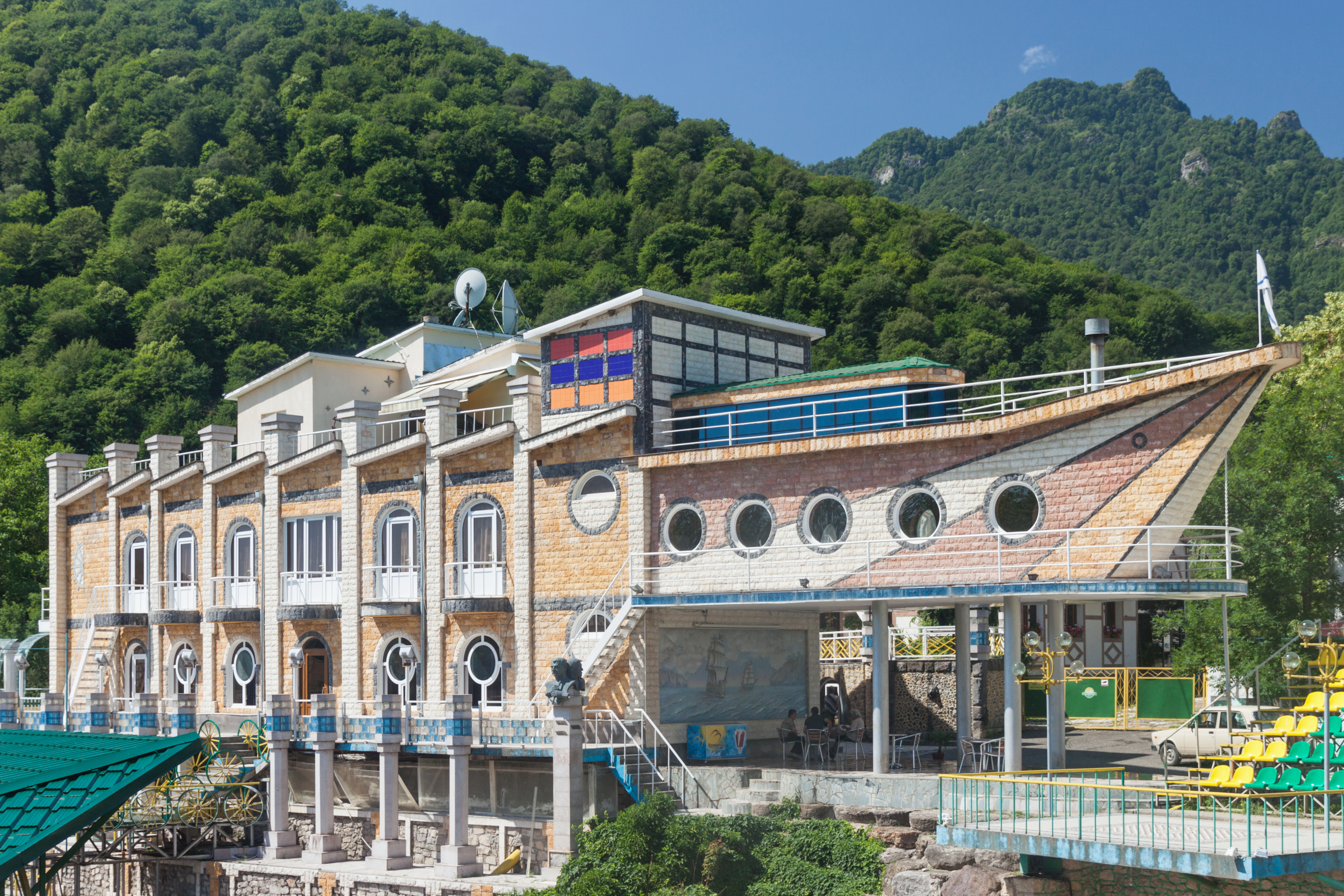
Гостиница «Эклектика» (с. Ванк (Вянгли)

## Достопримечательности

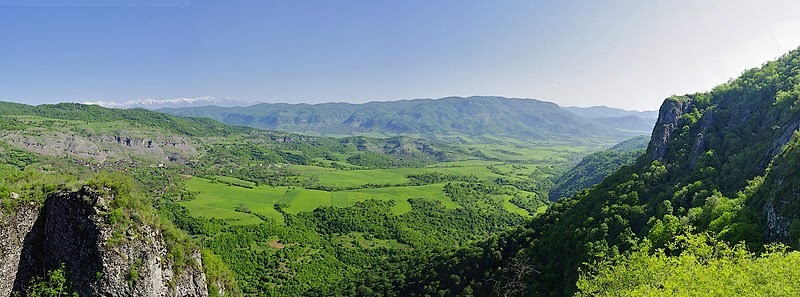
Вид на с. Колатак с крепости Качагакаберд

Представлен неполный список достопримечательностей бывшей Нагорно-Карабахской Республики:
- Амарас — армянский монастырь IV века. Был расположен в Мартунинском районе.
- Гандзасарский монастырь — армянский монастырь XIII века. Был расположен в Мартакертском районе.
- Джанапар — тропа для пешего туризма, проходящая по горам, долинам и сёлам Нагорного Карабаха.
- Монастырь Ерек Манкунк — армянский монастырь XVII века. Был расположен в Мартакертском районе.
- Каганкатуйк — руины древнего армянского поселения. Были расположены в Мартакертском районе.
- Аскеранская крепость — одна из наиболее известных крепостей Карабаха, построенная в XVIII веке. Была расположена в Аскеранском районе.
- Хоханаберд (крепость) — княжеский дворец Хачена, построил Гасан-Джалал Дола. Была центром Хаченского княжества.
- «Мы — наши горы» — монумент на вершине холма при въезде в Степанакерт (Ханкенди).
- Качагакаберд (крепость)
- Кармираван (монастырь) — армянский монастырь начала XIII века

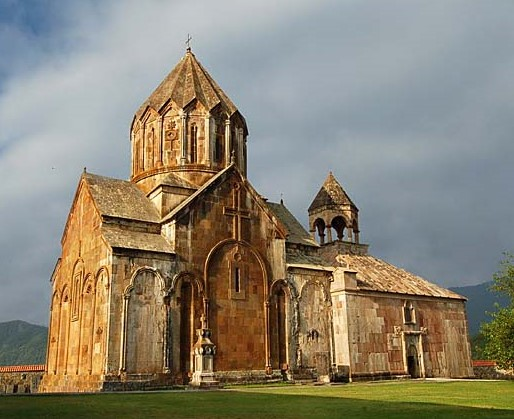
Монастырь Гандзасар, 1216 - 1238 гг.
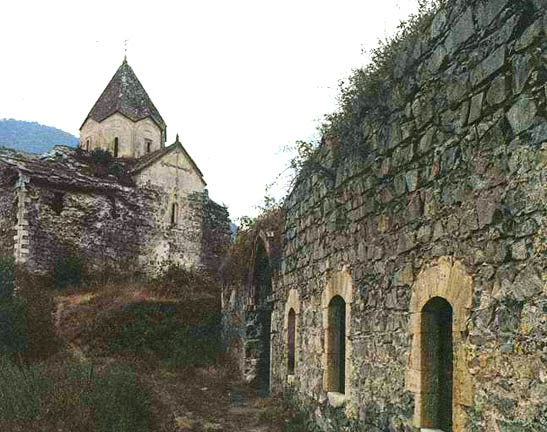
Монастырь Ерек Манкунк, 1691 г.
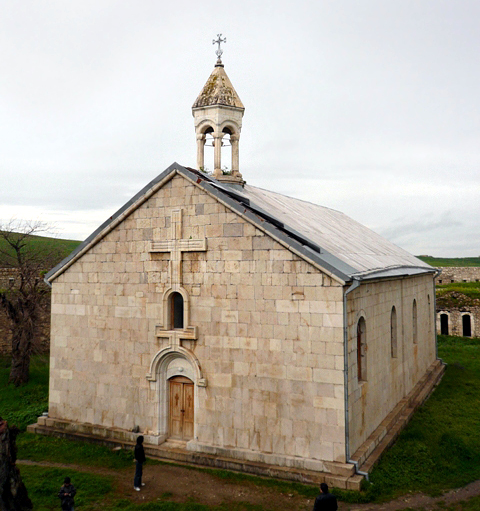
Монастырь Амарас
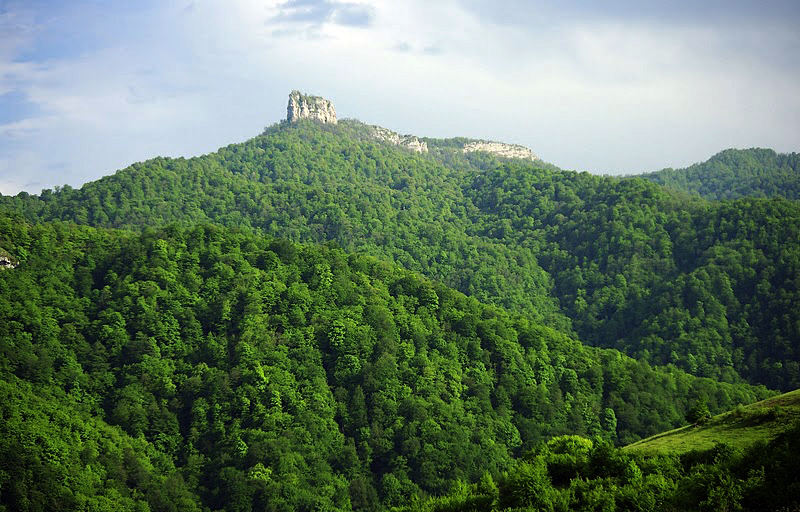
Крепость Качагакаберд
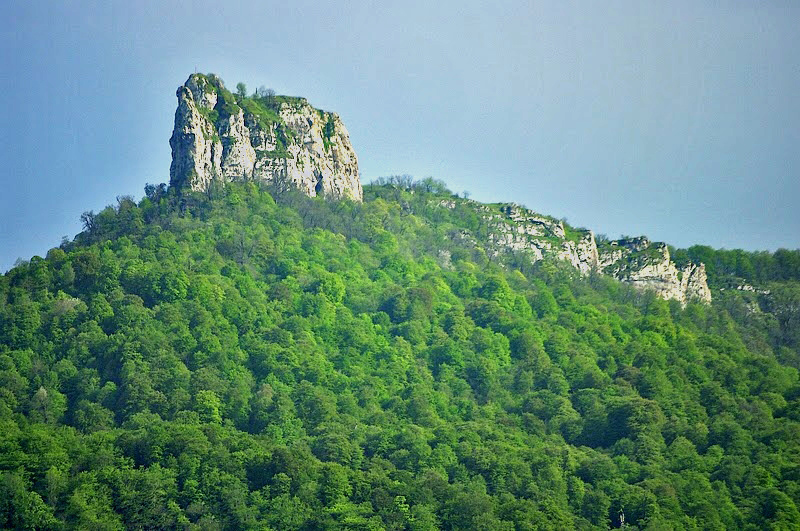
Крепость Качагакаберд

### Комментарии
1. ↑  По результатам войны в Нагорном Карабахе осенью 2020 года, тропа оказалась разделена на подконтрольные Азербайджану и подконтрольные НКР участки, что сделала полное её прохождение, на тот момент, невозможным. В настоящее время вся эта территория была возвращена под контроль Азербайджана.